# Liste der denkmalgeschützten Objekte in Klagenfurt am Wörthersee-Klagenfurt
Die Liste der denkmalgeschützten Objekte in Klagenfurt am Wörthersee enthält die 244 denkmalgeschützten, unbeweglichen Objekte der Katastralgemeinde Klagenfurt in der Gemeinde Klagenfurt am Wörthersee.

## Denkmäler
| Foto  |                 | Denkmal | Standort                                                      | Beschreibung | Metadaten |
| ----- | --------------- | --- | ------------------------------------------------------------- | --- | --- |
| ja    | Datei hochladen | Landesschulratsgebäude (ehem. Lyzeum) mit altkath. Markuskirche HERIS-ID: 53976 Objekt-ID: 62091                       | 10.-Oktober-Straße 24 Standort KG: Klagenfurt                 | Das dreigeschoßige Eckhaus aus dem 17. Jahrhundert war bis 1773 Stadtkaserne, danach bis 1891 k. k. Lyzeum und ist heute Sitz des Kärntner Landesschulrats. Die schlichte Fassaden mit Gesimsgliederung und unregelmäßig ausgeteilten Fensterachsen stammen aus der Mitte des 19. Jahrhunderts. Die 1776 von Valentin Seebauer errichtete und seit 1985 als altkatholische Pfarrkirche St. Markus genutzte ehemalige Schulkapelle hat ihren Zugang über die Kaufmanngasse. | BDA-Hist.: Q38059349 Status: Bescheid Stand der BDA-Liste: 2025-06-30 Name: Landesschulratsgebäude (ehem. Lyzeum) mit altkath. Markuskirche GstNr.: .473, .474 10.-Oktober-Straße 24 (Klagenfurt)                                                     |
| ja    | Datei hochladen | Bürgerhaus, Wohn- und Geschäftshaus HERIS-ID: 46296 Objekt-ID: 48067                                                   | 8.-Mai-Straße 26 Standort KG: Klagenfurt                      | Das Gebäude wurde 1900–1910 mit den Häusern Bahnhofsstraße Nr. 25–27 zusammengelegt und mit einer neuen Fassade versehen. 1924 erfolgte ein Dachbodenausbau und eine neoklassizistische Umgestaltung für die Laibacher Bank durch Max Schmidt. Die Fassade ist durch expressionistische Dachatlanten und einen Eckaufbau repräsentativ gestaltet. | BDA-Hist.: Q38020457 Status: Bescheid Stand der BDA-Liste: 2025-06-30 Name: Bürgerhaus, Wohn- und Geschäftshaus GstNr.: .80 8.-Mai-Straße 26 (Klagenfurt)                                                                                             |
| ja    | Datei hochladen | Hasnerschule HERIS-ID: 35624 Objekt-ID: 34411                                                                          | 8.-Mai-Straße 44 Standort KG: Klagenfurt                      | Die Hasnerschule, ein freistehender zwei- bis dreigeschoßiger Baublock mit späthistoristischen Formen um einen Innenhof, wurde 1894 erbaut. | BDA-Hist.: Q37965561 Status: § 2a Stand der BDA-Liste: 2025-06-30 Name: Hasnerschule GstNr.: .1113 Hasnerschule, Klagenfurt |
| ja    | Datei hochladen | Achterjäger-Gedenkstein HERIS-ID: 103131 Objekt-ID: 119589                                                             | Achterjäger-Park Standort KG: Klagenfurt                      | Das Denkmal erinnert an den Einsatz des Kärntner Feldjägerbataillons No. 8 im Ersten Weltkrieg. | BDA-Hist.: Q37794098 Status: § 2a Stand der BDA-Liste: 2025-06-30 Name: Achterjäger-Gedenkstein GstNr.: 184 Achterjäger-Gedenkstein im Achterjäger-Park Klagenfurt                                                                                    |
| ja    | Datei hochladen | Sandwirtsäle HERIS-ID: 37602 Objekt-ID: 36811                                                                          | Adolf-Kolping-Gasse 2 Standort KG: Klagenfurt                 | Das Hotel Sandwirt wurde 1907 von Georg Horčička für den Gastwirt Jamek erbaut. Die schon um 1860 entstandene Hauptfront zeigt späthistoristisch-secessionistisches Dekor. Der dreigeschoßige, sechsachsige Saaltrakt bildet den Kern der Anlage. Der zweigeschoßige Ballsaal mit geschwungenem Balkon und Stuckdekor von 1907/13 (Wiederaufbau nach einem Deckeneinsturz) ist das letzte erhaltene Beispiel eines Festsaals der Jahrhundertwende und ein wichtiges Zeugnis der späten Gründerzeit. | BDA-Hist.: Q37976252 Status: Bescheid Stand der BDA-Liste: 2025-06-30 Name: Sandwirtsäle GstNr.: 136, .526/2 |
| ja    | Datei hochladen | Teile der ehem. Stadtbefestigung (Stadtmauer und -graben) HERIS-ID: 103168 Objekt-ID: 119628                           | bei Adolf-Kolping-Gasse 8 Standort KG: Klagenfurt             | Hier sind Teile der im 16. Jahrhundert errichteten und sonst weitgehend von den Franzosen 1809/10 gesprengten Stadtbefestigung erhalten. | BDA-Hist.: Q64765239 Status: § 2a Stand der BDA-Liste: 2025-06-30 Name: Teile der ehem. Stadtbefestigung (Stadtmauer und -graben) GstNr.: 134/2, .529 Stadtbefestigung Klagenfurt                                                                     |
| ja    | Datei hochladen | Dreifaltigkeitssäule, Pestvotivdenkmal HERIS-ID: 102867 Objekt-ID: 119318                                              | Alter Platz Standort KG: Klagenfurt                           | Die Dreifaltigkeitssäule ist eine Pestsäule, die ab 1680 auf dem Platz vor der Heiligengeistkirche errichtet wurde. Die schlanke Säule trägt Kugel, Halbmond und Doppelbalkenkreuz. 1965 wurde das Votivdenkmal an seinen heutigen Standort auf dem Alten Platz versetzt. | BDA-Hist.: Q1257753 Status: Bescheid Stand der BDA-Liste: 2025-06-30 Name: Dreifaltigkeitssäule, Pestvotivdenkmal GstNr.: 777/90 Dreifaltigkeitssäule (Klagenfurt am Wörthersee)                                                                      |
| ja    | Datei hochladen | Altes Rathaus, Palais Rosenberg-Orsini HERIS-ID: 35637 Objekt-ID: 34431                                                | Alter Platz 1 Standort KG: Klagenfurt                         | Das Alte Rathaus mit Säulenportal und Arkadenhof wurde im 17. Jahrhundert von der Familie Welzer als Stadtpalais über einem mittelalterlichen Kern (spätmittelalterliche Tonnengewölbe) erbaut. Ab 1737 diente es als Rathaus und wurde 1739 umgebaut. 1918 wurde das Klagenfurter Rathaus in das damalige Palais Rosenberg, das heutige Neue Rathaus verlegt. Das Alte Rathaus ist seitdem im Besitz der Familie Orsini-Rosenberg. | BDA-Hist.: Q439400 Status: Bescheid Stand der BDA-Liste: 2025-06-30 Name: Altes Rathaus, Palais Rosenberg-Orsini GstNr.: .354 Altes Rathaus, Klagenfurt                                                                                               |
| ja    | Datei hochladen | Wohn- und Geschäftshaus HERIS-ID: 113958seit 2023                                                                      | Alter Platz 2 Standort KG: Klagenfurt                         | Das um 1890 errichtete Haus hat einen Eckturm und eine steinerne Maske am Erker. | BDA-Hist.: Q119231290 Status: Bescheid Stand der BDA-Liste: 2025-06-30 Name: Wohn- und Geschäftshaus GstNr.: .263 Klagenfurt, Alter Platz 2 |
| ja    | Datei hochladen | Bürgerhaus, Stadthaus HERIS-ID: 35638 Objekt-ID: 34432                                                                 | Alter Platz 4 Standort KG: Klagenfurt                         | Das Haus stammt im Kern aus dem 17. Jahrhundert. Das Rustikaportal ist mit 1741 bzw. 1793 bezeichnet. Die Fassade von 1741 ist mit Pilastern, Bandlwerk und Muscheln in Stuck geschmückt. Am Gebäude ist eine Gedenktafel für den Dichter Karl Morré angebracht. | BDA-Hist.: Q37965740 Status: Bescheid Stand der BDA-Liste: 2025-06-30 Name: Bürgerhaus, Stadthaus GstNr.: .258 Alter Platz 4 (Klagenfurt) |
| ja    | Datei hochladen | Bürgerhaus HERIS-ID: 57735seit 2023                                                                                    | Alter Platz 5 Standort KG: Klagenfurt                         | Das Haus mit schlichter Fassade des 17. Jahrhunderts hat einen dreigeschoßigen Arkadenhof und gewölbte Räume im Obergeschoß. | BDA-Hist.: Q119231298 Status: Bescheid Stand der BDA-Liste: 2025-06-30 Name: Bürgerhaus GstNr.: .257 Klagenfurt, Alter Platz 5 |
| ja    | Datei hochladen | Bürgerhaus, Stadthaus HERIS-ID: 35639 Objekt-ID: 34433                                                                 | Alter Platz 6 Standort KG: Klagenfurt                         | Das Gebäude mit einem Baukern aus dem 16. Jahrhundert besitzt eine Fassade mit Rokokoornamentik aus der zweiten Hälfte des 18. Jahrhunderts. Über dem Portal ist das Wappen der Familie Waidmannsdorf zu sehen. Die Halle im ersten Obergeschoß ist mit Stuckgratgewölbe ausgestattet. Der ehemalige Arkadenhof ist durch den Einbau eines Geschäftes im Erdgeschoß beeinträchtigt. | BDA-Hist.: Q37965755 Status: Bescheid Stand der BDA-Liste: 2025-06-30 Name: Bürgerhaus, Stadthaus GstNr.: .256 Klagenfurt, Alter Platz 6 |
| ja    | Datei hochladen | Bürgerhaus HERIS-ID: 113960seit 2023                                                                                   | Alter Platz 7 Standort KG: Klagenfurt                         | Das im Kern aus dem späten 16. Jahrhundert stammende Gebäude hat eine Fassade aus dem 19. Jahrhundert. Im ersten Stock gibt es einen Raum mit Kassettendecke und einen mit Holztramdecke. | BDA-Hist.: Q119231299 Status: Bescheid Stand der BDA-Liste: 2025-06-30 Name: Bürgerhaus GstNr.: .255 Klagenfurt, Alter Platz 7 |
| ja    | Datei hochladen | Hartlauer Haus HERIS-ID: 35640 Objekt-ID: 34434                                                                        | Alter Platz 8 Standort KG: Klagenfurt                         | Das Haus mit einem Baukern aus dem 17. Jahrhundert wurde im 19. Jahrhundert mit einer neuen Fassade versehen. | BDA-Hist.: Q37965771 Status: Bescheid Stand der BDA-Liste: 2025-06-30 Name: Hartlauer Haus GstNr.: .247 Klagenfurt, Alter Platz 8 |
| ja    | Datei hochladen | Bürgerhaus HERIS-ID: 57736seit 2023                                                                                    | Alter Platz 9 Standort KG: Klagenfurt                         | Die Fassade aus der ersten Hälfte des 19. Jahrhunderts weist Beidermeierdekor auf. Im 1. Obergeschoß gibt es einen gewölbten Arkadengang. | BDA-Hist.: Q119231300 Status: Bescheid Stand der BDA-Liste: 2025-06-30 Name: Bürgerhaus GstNr.: .246 Klagenfurt, Alter Platz 9 |
| ja    | Datei hochladen | Wohn- und Geschäftshaus HERIS-ID: 113961seit 2023                                                                      | Alter Platz 10 Standort KG: Klagenfurt                        | Die Fassade stammt von etwa 1840. | BDA-Hist.: Q119231281 Status: Bescheid Stand der BDA-Liste: 2025-06-30 Name: Wohn- und Geschäftshaus GstNr.: .245 Klagenfurt, Alter Platz 10 |
| ja    | Datei hochladen | Wohnhaus, heute Café-Konditorei Hutter HERIS-ID: 113962seit 2023                                                       | Alter Platz 11 Standort KG: Klagenfurt                        | Das Gebäude hat einen tonnengewölbten Keller. | BDA-Hist.: Q119231282 Status: Bescheid Stand der BDA-Liste: 2025-06-30 Name: Wohnhaus, heute Café-Konditorei Hutter GstNr.: .244/2 |
| ja    | Datei hochladen | Wohn- und Geschäftshaus HERIS-ID: 113963seit 2023                                                                      | Alter Platz 12 Standort KG: Klagenfurt                        | Das Gebäude ist insbesondere wegen seiner platzseitigen Fassade und des tonnengewölbten Kellers geschützt. | BDA-Hist.: Q119231283 Status: Bescheid Stand der BDA-Liste: 2025-06-30 Name: Wohn- und Geschäftshaus GstNr.: .243 |
| ja    | Datei hochladen | Wohn- und Geschäftshaus HERIS-ID: 113964seit 2023                                                                      | Alter Platz 13 Standort KG: Klagenfurt                        | Das Gebäude ist insbesondere wegen seiner platzseitigen Fassade und des tonnengewölbten Kellers geschützt. | BDA-Hist.: Q119231284 Status: Bescheid Stand der BDA-Liste: 2025-06-30 Name: Wohn- und Geschäftshaus GstNr.: .242 |
| ja    | Datei hochladen | Bürgerhaus, Sparkasse, sog. Manzenburg HERIS-ID: 53949seit 2023                                                        | Alter Platz 15 Standort KG: Klagenfurt                        | Das Gebäude wurde 1870 bis 1873 von Rudolf Bayer erbaut und weist Neurenaissance-Merkmale auf. | BDA-Hist.: Q119231285 Status: Bescheid Stand der BDA-Liste: 2025-06-30 Name: Bürgerhaus, Sparkasse, sog. Manzenburg GstNr.: .286/1 Klagenfurt, Alter Platz 15                                                                                         |
| ja    | Datei hochladen | Wohn- und Geschäftshaus, heute Pension „Zum goldenen Rössl“ HERIS-ID: 113966seit 2023                                  | Alter Platz 16 Standort KG: Klagenfurt                        | Das Gebäude mit hofseitigen Arkadengängen stammt im Kern aus dem 17. Jahrhundert und hat ein schmiedeeisernes Hauszeichen aus dem 18. Jahrhundert. | BDA-Hist.: Q119231286 Status: Bescheid Stand der BDA-Liste: 2025-06-30 Name: Wohn- und Geschäftshaus, heute Pension "Zum goldenen Rössl" GstNr.: .285/1 Klagenfurt, Alter Platz 16                                                                    |
| ja    | Datei hochladen | Wohnhaus HERIS-ID: 113967seit 2023                                                                                     | Alter Platz 17 Standort KG: Klagenfurt                        | Das Gebäude hat ein Portal aus dem 17. Jahrhundert und einen Arkadenhof. | BDA-Hist.: Q119231287 Status: Bescheid Stand der BDA-Liste: 2025-06-30 Name: Wohnhaus GstNr.: .284 Klagenfurt, Alter Platz 17 |
| ja    | Datei hochladen | Wohn- und Geschäftshaus HERIS-ID: 113968seit 2023                                                                      | Alter Platz 18 Standort KG: Klagenfurt                        | Das Gebäude hat einen hofseitigen Arkadengang, mehrere gewölbte Räume und im 2. Obergeschoß einen Raum mit Stuckdecke. | BDA-Hist.: Q119231288 Status: Bescheid Stand der BDA-Liste: 2025-06-30 Name: Wohn- und Geschäftshaus GstNr.: .280 |
| ja    | Datei hochladen | Ehem. Gasthof Zum Weingarten / Zum grünen Faßl HERIS-ID: 113969seit 2023                                               | Alter Platz 19 Standort KG: Klagenfurt                        | Das Gebäude hat ein mit 1682 bezeichnetes Portal und dreigeschoßige Arkadengänge im Hof. | BDA-Hist.: Q119231289 Status: Bescheid Stand der BDA-Liste: 2025-06-30 Name: Ehem. Gasthof Zum Weingarten/ Zum grünen Faßl GstNr.: .279/1 Klagenfurt, Alter Platz 19                                                                                  |
| ja    | Datei hochladen | Wohn- und Geschäftshaus HERIS-ID: 57732seit 2023                                                                       | Alter Platz 20 Standort KG: Klagenfurt                        | Das Gebäude ist insbesondere wegen seiner Außenerscheinung geschützt. | BDA-Hist.: Q119231291 Status: Bescheid Stand der BDA-Liste: 2025-06-30 Name: Wohn- und Geschäftshaus GstNr.: .278/1 Klagenfurt, Alter Platz 20 |
| ja BW | Datei hochladen | Bürgerhaus HERIS-ID: 35641 Objekt-ID: 34435                                                                            | Alter Platz 21 / Renngasse 7 Standort KG: Klagenfurt          | Der im Kern mittelalterliche Bau hat einen dreigeschoßigen Arkadenhof aus dem 16. Jahrhundert, eine Säule ist mit 1554 bezeichnet. Bemerkenswerte Rokokofassade zum Alten Platz mit Stuckblumen und -girlanden, in den Fensterbekrönungen antikisierende Frauenbüsten. Im Osten zur Geyergasse, im Süden als Eckhaus zur Renngasse ausgeführt. Anmerkung: Identadresse Renngasse 7. Im Jahre 2021 wurde das Objekt Wohnhaus, Stadthaus an der Adresse Alter Platz 21 für ein Jahr ergänzt und 2022 mit diesem Objekt auf demselben Grundstück wieder zu einem Objekt, allerdings jetzt unter der Hauptadresse Alter Platz 21, zusammengeführt. | BDA-Hist.: Q37965785 Status: Bescheid Stand der BDA-Liste: 2025-06-30 Name: Bürgerhaus GstNr.: .277 Alter Platz 21 (Klagenfurt) |
| ja    | Datei hochladen | Bamberger Haus HERIS-ID: 44251 Objekt-ID: 45010                                                                        | Alter Platz 22 Standort KG: Klagenfurt                        | Das Bamberger Haus ist ein dreigeschoßiger, im Kern mittelalterlicher Gebäudekomplex. Der dreigeschoßige Arkadenhof wurde im 16. Jahrhundert errichtet. Die Fassade mit ungleich verteilten Fensterachsen und Hüftportal wurde im 19. Jahrhundert erneuert. Die zweischiffige Einfahrt besitzt eine Stichkappentonne auf Säulen. Im Südtrakt befindet sich eine dreischiffige Pfeilerhalle. | BDA-Hist.: Q38007802 Status: Bescheid Stand der BDA-Liste: 2025-06-30 Name: Bamberger Haus GstNr.: .276 Klagenfurt - Alter Platz 22 |
| ja    | Datei hochladen | Bürgerhaus HERIS-ID: 57733seit 2023                                                                                    | Alter Platz 23 Standort KG: Klagenfurt                        | Das 1902 mit Stilelemente der Wiener Sezession errichtete Haus hat einige Jugendstilfenster. | BDA-Hist.: Q119231292 Status: Bescheid Stand der BDA-Liste: 2025-06-30 Name: Bürgerhaus GstNr.: .275/1 Klagenfurt, Alter Platz 23 |
| ja    | Datei hochladen | Bürgerhaus, Stadthaus Zur blauen Kugel HERIS-ID: 35642 Objekt-ID: 34436                                                | Alter Platz 24 Standort KG: Klagenfurt                        | Das Haus mit einem Baukern aus dem 16. Jahrhundert wurde in der ersten Hälfte des 18. Jahrhunderts erneuert und besitzt einen viergeschoßigen Arkadenhof. Die um 1740 entstandene Pilasterfassade ist mit Voluten, Blütengehängen und Vögel dekoriert. | BDA-Hist.: Q37965800 Status: Bescheid Stand der BDA-Liste: 2025-06-30 Name: Bürgerhaus, Stadthaus Zur blauen Kugel GstNr.: .274/1 Klagenfurt, Alter Platz 24                                                                                          |
| ja    | Datei hochladen | Wohn- und Geschäftshaus HERIS-ID: 113970seit 2023                                                                      | Alter Platz 25 Standort KG: Klagenfurt                        | Das Haus stammt im Kern aus dem späten 16. Jahrhundert. Die Fassade wurde 1893 von Franz Madile neubarock gestaltet. | BDA-Hist.: Q119231293 Status: Bescheid Stand der BDA-Liste: 2025-06-30 Name: Wohn- und Geschäftshaus GstNr.: .266/1 Klagenfurt, Alter Platz 25 |
| ja    | Datei hochladen | Wohn- und Geschäftshaus HERIS-ID: 113971seit 2023                                                                      | Alter Platz 26 Standort KG: Klagenfurt                        | Das Haus hat gewölbte Räume und im Hof gewölbte Arkadengänge. | BDA-Hist.: Q119231294 Status: Bescheid Stand der BDA-Liste: 2025-06-30 Name: Wohn- und Geschäftshaus GstNr.: .265 Klagenfurt, Alter Platz 26 |
| ja    | Datei hochladen | Bürgerhaus HERIS-ID: 57748seit 2023                                                                                    | Alter Platz 27 Standort KG: Klagenfurt                        | Das dreigeschoßige Eckhaus zur Kramergasse stammt im Kern aus dem 17. Jahrhundert.<refname="Dehio 382" /> | BDA-Hist.: Q119231295 Status: Bescheid Stand der BDA-Liste: 2025-06-30 Name: Bürgerhaus GstNr.: .264 Klagenfurt, Alter Platz 27 |
| ja    | Datei hochladen | Wohn- und Geschäftshaus HERIS-ID: 44762 Objekt-ID: 45612                                                               | Alter Platz 28 Standort KG: Klagenfurt                        | Das um 1880–1890 entstandene reich dekorierte späthistoristische Wohnhaus mit repräsentativem Eckturm wurde 1996 zum Geschäftshaus umgebaut. | BDA-Hist.: Q38010790 Status: Bescheid Stand der BDA-Liste: 2025-06-30 Name: Wohn- und Geschäftshaus GstNr.: .318 Klagenfurt, Alter Platz 28 |
| ja    | Datei hochladen | Ehem. Stampferhaus/Palais Stampfer HERIS-ID: 35643 Objekt-ID: 34437                                                    | Alter Platz 29 Standort KG: Klagenfurt                        | Das ehemalige Palais Stampfer mit einem Mauerkern aus dem 17. Jahrhundert wurde 1732 umgebaut. Die Fassade von 1735 erfuhr im 19. Jahrhundert eine Umgestaltung. Über dem Barockportal ist die Wappenkartusche der Familien Stampfer und Teufenbach angebracht. Die Fenster weisen Ohrenrahmungen, giebelartige Bekrönungen und Imperatorenbüsten auf. Das Stiegenhaus ist in den Obergeschoßhallen mit laub- und bandlwerkgeschmückten Stuckdecken ausgestattet. Im Hauptgeschoß befindet sich eine repräsentative Raumflucht mit barocken Stuckdecken und intarsierten Türen. Auch im zweiten Obergeschoß finden sich Stuckdecken. | BDA-Hist.: Q37965814 Status: Bescheid Stand der BDA-Liste: 2025-06-30 Name: Stadtpalais Palais, Ehem. Stampferhaus GstNr.: .319 Palais Stampfer in Klagenfurt                                                                                         |
| ja    | Datei hochladen | Palais Goess HERIS-ID: 35644 Objekt-ID: 34438                                                                          | Alter Platz 30 Standort KG: Klagenfurt                        | Das zweiseitig freistehende Palais Goess entstand zwischen 1734 und 1738 aus zwei Altbauten. Das Haus mit Pilasterfasaden besitzt im Hauptgeschoß reiche giebelartige Fensterbekrönungen. Über dem repräsentativen Portal befindet sich ein Balkon mit schmiedeeisernem Gitter und in der Mittelachse mit dem Goëss-Wappen. In der Durchfahrt sind zwei antikisierende Spolien mit Inschrift mit einem Bibelzitatfragment von 1614 und darüber ein Relieffragment mit dem Kopf eines Kriegers eingemauert. Im Hof befindet sich ein von Steinkonsolen getragener Gang mit Schmiedeeisengitter aus der ersten Hälfte des 18. Jahrhunderts. Der repräsentative Stiegenaufgang mit um 1735 geschmiedetem Gitter ist am Steinbaluster mit 1739 bezeichnet. Die Räume in den beiden Obergeschoßen sind mit reichen Stuckdecken, Parkettböden und intarsierten Türen ausgestattet.                                                          | BDA-Hist.: Q17325606 Status: Bescheid Stand der BDA-Liste: 2025-06-30 Name: Palais Goess GstNr.: .320/1 Palais Goess in Klagenfurt |
| ja    | Datei hochladen | Bürgerhaus Zur Goldenen Gans HERIS-ID: 35645 Objekt-ID: 34439                                                          | Alter Platz 31 Standort KG: Klagenfurt                        | Das Haus zur „Goldenen Gans“ wurde 1489 erstmals erwähnt. Der heutige Bau stammt aus dem 16. Jahrhundert und ist dreiseitig freistehend. Das Haus mit schlichter Fassade und Attikagesims besitzt ein Rustikaportal mit Säulen und eine Goldene Gans (vergoldetes Messing, aus dem 17. Jahrhundert; gestohlen im November 2016, im Dezember wieder aufgetaucht) als Hauszeichen. Der dreigeschoßige Arkadenhof wurde 1975 durch Geschäftseinbau verändert. An der Südfront ist ein Relief mit Kentaur und Frau aus dem 16. Jahrhundert angebracht. | BDA-Hist.: Q37965838 Status: Bescheid Stand der BDA-Liste: 2025-06-30 Name: Bürgerhaus Zur Goldenen Gans GstNr.: .329 Zur Goldenen Gans in Klagenfurt                                                                                                 |
| ja    | Datei hochladen | Bürgerhaus, heute Landschafts-Apotheke HERIS-ID: 113972seit 2023                                                       | Alter Platz 32 Standort KG: Klagenfurt                        | Das Haus hat in mehreren Geschoßen gewölbte und platzseitig repräsentative Räume. | BDA-Hist.: Q119231296 Status: Bescheid Stand der BDA-Liste: 2025-06-30 Name: Bürgerhaus, heute Landschafts-Apotheke GstNr.: .350 |
| ja    | Datei hochladen | Bürgerhaus, ehem. Wietingerhof HERIS-ID: 35646 Objekt-ID: 34440                                                        | Alter Platz 33 Standort KG: Klagenfurt                        | Der Wietingerhof mit rundbogigen Steinportal wurde im 17. Jahrhundert über einem mittelalterlichen Kern errichtet. Der Arkadenhof wurde nachträglich angebaut. | BDA-Hist.: Q37965864 Status: Bescheid Stand der BDA-Liste: 2025-06-30 Name: Bürgerhaus, ehem. Wietingerhof GstNr.: .351 Klagenfurt, Alter Platz 33 |
| ja    | Datei hochladen | Bürgerhaus HERIS-ID: 35647 Objekt-ID: 34441                                                                            | Alter Platz 34 Standort KG: Klagenfurt                        | Das ehemalige dreigeschoßige Stadthaus mit dreiseitigem Arkadenhof aus dem 16. Jahrhundert wurde im 20. Jahrhundert um ein Geschoß aufgestockt. | BDA-Hist.: Q37965881 Status: Bescheid Stand der BDA-Liste: 2025-06-30 Name: Bürgerhaus GstNr.: .352 Klagenfurt, Alter Platz 34 |
| ja    | Datei hochladen | Bürgerhaus HERIS-ID: 57734seit 2023                                                                                    | Alter Platz 35 Standort KG: Klagenfurt                        | Das Gebäude hat ein mit 1669 bezeichnetes Rustikaportal und eine Fassade von etwa 1860. Im Hof gibt es Arkaden aus dem 17. und Pawlatschen aus dem 18. Jahrhundert. In der Einfahrt ist ein Grabstein von 1568. | BDA-Hist.: Q119231297 Status: Bescheid Stand der BDA-Liste: 2025-06-30 Name: Bürgerhaus GstNr.: .353 Klagenfurt, Alter Platz 35 |
| ja    | Datei hochladen | Plastik „Mutter mit Kind“ HERIS-ID: 102872 Objekt-ID: 119323                                                           | bei Ankershofenstraße 3 Standort KG: Klagenfurt               | | BDA-Hist.: Q37792097 Status: § 2a Stand der BDA-Liste: 2025-06-30 Name: Plastik „Mutter mit Kind“ GstNr.: 514/1 Klagenfurt, Plastik "Mutter mit Kind"                                                                                                 |
| ja    | Datei hochladen | Plastik „Atlantis“ HERIS-ID: 103177 Objekt-ID: 119637                                                                  | Arnulfplatz Standort KG: Klagenfurt                           | Die Bronzestatue „Atlantis“ wurde von 1940 bis 1944 von Herbert Boeckl geschaffen. | BDA-Hist.: Q37795030 Status: § 2a Stand der BDA-Liste: 2025-06-30 Name: Plastik „Atlantis“ GstNr.: 88 Atlantis (Herbert Boeckl) |
| ja    | Datei hochladen | Landesregierungsgebäude/Sitz der Kärntner Landesregierung HERIS-ID: 53954 Objekt-ID: 62066                             | Arnulfplatz 1 Standort KG: Klagenfurt                         | Das Gebäude der Landesregierung wurde 1873–1875 von Wilhelm Bäumer als Verwaltungsgebäude der Hüttenberger Eisenwerks-Gesellschaft errichtet. Die Fassade wurde modernisiert, der Spiegelsaal 1972 von Ulf Komposch gestaltet. | BDA-Hist.: Q38059239 Status: Bescheid Stand der BDA-Liste: 2025-06-30 Name: Landesregierungsgebäude/Sitz der Kärntner Landesregierung GstNr.: .140 Landesregierungsgebaeude in Klagenfurt                                                             |
| ja    | Datei hochladen | Mosaikwand von Anton Mahringer HERIS-ID: 111707 Objekt-ID: 129702                                                      | Arnulfplatz 2 Standort KG: Klagenfurt                         | Die 1964 von Anton Mahringer geschaffene Mosaikwand befand sich bis 2016 in der Eingangshalle der ehemaligen Verwaltungszentrale der Österreichischen Draukraftwerke AG in der Kohldorfer Straße 98A in St. Martin bei Klagenfurt. Darauf zu sehen sind die Landschaften Kärntens mit den darin erbauten Kraftwerken. 2016 wurde das Mosaik in die Zentrale der KELAG am Arnulfplatz 2 in der Inneren Stadt übersiedelt. | BDA-Hist.: Q37826180 Status: Bescheid Stand der BDA-Liste: 2025-06-30 Name: Mosaikwand von Anton Mahringer GstNr.: 91 Mosaic by Anton Mahringer, KELAG, Klagenfurt                                                                                    |
| ja    | Datei hochladen | Bürgerhaus, Stadthaus HERIS-ID: 35648 Objekt-ID: 34442                                                                 | Badgasse 3 Standort KG: Klagenfurt                            | Im Kern 16. Jahrhundert, dreigeschoßiger traufständiger Bau, über gotischem Grundriss errichtet, mit schmaler dreiachsiger Fassade Ende des 19. Jahrhunderts; im Erdgeschoß Steinportal mit Reliefdekor 17. Jahrhundert. Im Stiegenhaus spätgotisches Sterngewölbe und von ehemaliger zweigeschoßiger gotischer Halle Gewölbeansätze erhalten. 1993/94 Innenumbau. | BDA-Hist.: Q37965896 Status: Bescheid Stand der BDA-Liste: 2025-06-30 Name: Bürgerhaus, Stadthaus GstNr.: .254 Klagenfurt, Badgasse 3 |
| ja    | Datei hochladen | Bürgerhaus, Stadthaus HERIS-ID: 35649 Objekt-ID: 34443                                                                 | Badgasse 4 Standort KG: Klagenfurt                            | Dreigeschoßiger Bau im Kern 1. Hälfte 16. Jahrhundert, ursprünglich zweigeschoßig, 1949 aufgestockt. Erdgeschoßhalle mit Schlingrippengewölbe 1. Hälfte 16. Jahrhundert. 1998 Fassadenerneuerung. | BDA-Hist.: Q37965911 Status: Bescheid Stand der BDA-Liste: 2025-06-30 Name: Bürgerhaus, Stadthaus GstNr.: .248 Klagenfurt, Badgasse 4 |
| ja    | Datei hochladen | Bürgerhaus, Stadthaus HERIS-ID: 58143 Objekt-ID: 68663                                                                 | Badgasse 5 Standort KG: Klagenfurt                            | Spätgotisches Stadthaus mit Hofarkaden. | BDA-Hist.: Q38080704 Status: Bescheid Stand der BDA-Liste: 2025-06-30 Name: Bürgerhaus, Stadthaus GstNr.: .253 Klagenfurt, Badgasse 5 |
| ja    | Datei hochladen | Bürgerhaus, Stadthaus HERIS-ID: 35650 Objekt-ID: 34444                                                                 | Bahnhofstraße 3 Standort KG: Klagenfurt                       | Das breitgelagerte dreigeschoßige Eckhaus mit Hof wurde in der ersten Hälfte des 18. Jahrhunderts errichtet. Die Fassade mit großer Pilasterordnung und mittlerem Frontispiz entstand in der Mitte des 18. Jahrhunderts. | BDA-Hist.: Q37965928 Status: Bescheid Stand der BDA-Liste: 2025-06-30 Name: Bürgerhaus, Stadthaus GstNr.: .189 Klagenfurt, Bahnhofstraße 3 |
| ja    | Datei hochladen | Amts- und Geschäftsgebäude HERIS-ID: 53953 Objekt-ID: 62064                                                            | Bahnhofstraße 35 Standort KG: Klagenfurt                      | Das Haus wurde 1864 westlich an das Bürgerspital angebaut. Der breitgelagerte frühhistoristische Bau mit symmetrischer dreigeschoßiger Fassade besitzt einen überhöhten Mittelrisalit mit Attikabalustrade. | BDA-Hist.: Q38059229 Status: § 2a Stand der BDA-Liste: 2025-06-30 Name: Amts- und Geschäftsgebäude GstNr.: .123 Klagenfurt, Bahnhofstraße 35 |
| ja    | Datei hochladen | Ehem. Lehrerbildungsanstalt/Straßentrakt HERIS-ID: 35651 Objekt-ID: 34445                                              | Bahnhofstraße 36 Standort KG: Klagenfurt                      | Die um 1871/72 erbaute ehemalige Lehrerbildungsanstalt ist ein breitgelagerter symmetrischer Bau mit späthistoristischen Neorenaissance-Dekor. | BDA-Hist.: Q37965945 Status: Bescheid Stand der BDA-Liste: 2025-06-30 Name: Ehem. Lehrerbildungsanstalt/Straßentrakt GstNr.: 475 Lehrerbildungsanstalt Klagenfurt                                                                                     |
| ja    | Datei hochladen | Wirtschaftskammer Kärnten HERIS-ID: 54003 Objekt-ID: 62124seit 2021                                                    | Bahnhofstraße 42 Standort KG: Klagenfurt                      | | BDA-Hist.: Q105668975 Status: Bescheid Stand der BDA-Liste: 2025-06-30 Name: Wirtschaftskammer Kärnten GstNr.: .1455 Wirtschaftskammer Kärnten building, Klagenfurt                                                                                   |
| ja    | Datei hochladen | Robert Musil Geburtshaus, Museum u. Literaturhaus HERIS-ID: 35652 Objekt-ID: 34446                                     | Bahnhofstraße 50 Standort KG: Klagenfurt                      | Das 1867 errichtete Haus mit das Dach überhöhendem Mittelrisalit mit drei Rundbogenfenstern ist das Geburtshaus des Schriftstellers Robert Musils und dient heute als Literaturhaus. | BDA-Hist.: Q37965958 Status: § 57-Mandatsbescheid Stand der BDA-Liste: 2025-06-30 Name: Robert Musil Geburtshaus, Museum u. Literaturhaus GstNr.: .1024 Musilhaus                                                                                     |
| ja    | Datei hochladen | Augustenhof HERIS-ID: 54001 Objekt-ID: 62122                                                                           | Bahnhofstraße 53 Standort KG: Klagenfurt                      | Der Augustenhof wurde 1864 erbaut. | BDA-Hist.: Q38059463 Status: § 2a Stand der BDA-Liste: 2025-06-30 Name: Augustenhof GstNr.: 1022/1 Klagenfurt, Bahnhofstraße 53 |
| ja    | Datei hochladen | Marienkirche HERIS-ID: 53977 Objekt-ID: 62092                                                                          | Benediktinerplatz Standort KG: Klagenfurt                     | Die Marienkirche am Benediktinerplatz wurde 1624 geweiht und gehört zum gleichzeitig erbauten Franziskanerkloster, das später von den Benediktinern betreut wurde; die Kirche hieß früher Benediktinerkirche. 1638 entstand der Turm neu, 1723 wurde er erhöht und mit Zwiebelhelm und Laterne versehen. Die an die Nordseite des Klosterkomplexes angebaute Kirche ist ein einschiffiger, barocker Bau und besitzt ein schmuckloses Äußeres. | BDA-Hist.: Q1724173 Status: § 2a Stand der BDA-Liste: 2025-06-30 Name: Marienkirche GstNr.: .514 Marienkirche am Benediktinermarkt |
| ja    | Datei hochladen | Sog. Steinerner Fischer HERIS-ID: 102912 Objekt-ID: 119366                                                             | Benediktinerplatz Standort KG: Klagenfurt                     | Das Standbild eines Fischers aus Chloritschiefer ist mit 1606 bezeichnet. | BDA-Hist.: Q2801856 Status: § 2a Stand der BDA-Liste: 2025-06-30 Name: Sog. Steinerner Fischer GstNr.: 777/55 Steinerner Fischer |
| ja    | Datei hochladen | Volks- und Hauptschule, sog. Benediktinerschule HERIS-ID: 35653 Objekt-ID: 34447                                       | Benediktinerplatz 1 Standort KG: Klagenfurt                   | Die Benediktinerschule ist ein repräsentativer, dreigeschoßiger, 1878 im historistischen Stil errichteter Schulbau. | BDA-Hist.: Q37965971 Status: § 2a Stand der BDA-Liste: 2025-06-30 Name: Volks- und Hauptschule, sog. Benediktinerschule GstNr.: .519 Benediktinerschule Klagenfurt                                                                                    |
| ja    | Datei hochladen | Bürgerhaus, Geschäftshaus HERIS-ID: 35654 Objekt-ID: 34448                                                             | Benediktinerplatz 3 Standort KG: Klagenfurt                   | Das zweigeschoßige Gebäude mit kleinem Hof und Satteldach stammt im Kern aus dem 17. Jahrhundert. Die dekorative Empire-Fassade mit der Darstellung des Auge Gottes im Westgiebel entstand Ende des 18. Jahrhunderts. Aus derselben Zeit stammen auch die zwei Stuckdecken im ersten Obergeschoß. | BDA-Hist.: Q37965985 Status: Bescheid Stand der BDA-Liste: 2025-06-30 Name: Bürgerhaus, Geschäftshaus GstNr.: .429 Klagenfurt, Benediktinerplatz 3 |
| ja    | Datei hochladen | Ehem. Jesuitenkolleg HERIS-ID: 53969 Objekt-ID: 62084                                                                  | Benediktinerplatz 10 Standort KG: Klagenfurt                  | 1613–1617 wurde hier ein Franziskanerkloster errichtet, das zweimal (1632, 1723) abbrannte. 1807 wurde es an die Benediktiner übergeben, ab 1888 diente es den Jesuiten als Priesterkolleg. | BDA-Hist.: Q38059299 Status: § 2a Stand der BDA-Liste: 2025-06-30 Name: Ehem. Jesuitenkolleg GstNr.: .515, 2994 Klagenfurt, Benediktinerplatz 10 |
| ja    | Datei hochladen | Sog. Burg (Museum Moderner Kunst Kärnten) HERIS-ID: 22063 Objekt-ID: 18391                                             | Burggasse 8 Standort KG: Klagenfurt                           | Das Gebäude ist eine große viereckige Anlage mit zweigeschoßigem Arkadenhof und Räumen mit Stuckdecken. Begonnen von den protestantischen Ständen, wurde es mehrfach um- und ausgebaut und im 17./18. Jahrhundert von den Kärntner Burggrafen genutzt. 1734 wurde die Burgkapelle (mit Fresko von Ferdinand Fromiller) errichtet. | BDA-Hist.: Q1010647 Status: Bescheid Stand der BDA-Liste: 2025-06-30 Name: Sog. Burg (Museum Moderner Kunst Kärnten) GstNr.: .9 Burg (Klagenfurt am Wörthersee)                                                                                       |
| ja    | Datei hochladen | Ehem. Palais Urschenbeck HERIS-ID: 35655 Objekt-ID: 34449                                                              | Burggasse 15 Standort KG: Klagenfurt                          | Repräsentatives dreigeschoßiges Palais über nahezu gesamte Blocktiefe im Kern 1. Hälfte 17. Jahrhundert; geräumiger Rechteckhof mit Arkaden. Additiv gegliederte Fassade mit großer Pilasterordnung. An der Nordseite des Hofes Rustikaportal mit Schlussstein, darauf Frauenbüste. | BDA-Hist.: Q37966001 Status: Bescheid Stand der BDA-Liste: 2025-06-30 Name: Ehem. Palais Urschenbek GstNr.: .298 Palais Urschenpeck in Klagenfurt |
| ja    | Datei hochladen | Waisenhauskaserne/Stabsgebäude HERIS-ID: 35656 Objekt-ID: 34450                                                        | Deutenhofenstraße 3 Standort KG: Klagenfurt                   | Die ehemalige Waisenhauskaserne ist eine dreigeschoßige, um einen großen Hof gebaute Anlage, die 1759 als Bleiweißfabrik errichtet und unter Johann von Thys zur K.k. Feintuchfabrik Thys umgebaut wurde. Ab 1768 diente die Anlage als Militärwaisenhaus und ab 1784 als Kaserne. 1858 war vorübergehend eine Zigarrenfabrik untergebracht. | BDA-Hist.: Q37966030 Status: Bescheid Stand der BDA-Liste: 2025-06-30 Name: Waisenhauskaserne/Stabsgebäude GstNr.: 258/4 Stabsgebäude Waisenhauskaserne                                                                                               |
| ja    | Datei hochladen | Bürgerhaus, Wohn- und Geschäftshaus HERIS-ID: 35657 Objekt-ID: 34451                                                   | Domgasse 4 Standort KG: Klagenfurt                            | Zweigeschoßiges Eckhaus, im Kern 17. Jahrhundert, mit barocken Fassaden, Pilasterordnung mit Volutenkapitellen und Engelsköpfen, Fensterbekrönungen mit antikisierenden Büsten 1. Hälfte 18. Jahrhundert; Arkadenhof; 1996 Sanierung der Fassaden und des Hofes. | BDA-Hist.: Q37966043 Status: Bescheid Stand der BDA-Liste: 2025-06-30 Name: Bürgerhaus, Wohn- und Geschäftshaus GstNr.: .5 Buergerhaus Domgasse 4 in Klagenfurt                                                                                       |
| ja    | Datei hochladen | Geschäftshaus HERIS-ID: 247900seit 2023                                                                                | Domgasse 15 Standort KG: Klagenfurt                           | Das Gebäude ist ein schlichtes zweigeschoßiges Haus aus dem 18./19. Jahrhundert. | BDA-Hist.: Q119231301 Status: Bescheid Stand der BDA-Liste: 2025-06-30 Name: Geschäftshaus GstNr.: .75 |
| ja    | Datei hochladen | Figurenbildstock hl. Maria HERIS-ID: 102914 Objekt-ID: 119368                                                          | Domplatz Standort KG: Klagenfurt                              | Die teilweise ergänzte Steinfigur wurde 1686 von Johann Claus zur Erinnerung an die Türkenbefreiung geschaffen. Die ursprünglich am Neuen Platz aufgestellte Marienstatue steht seit 1975 am Domplatz. | BDA-Hist.: Q37792198 Status: § 2a Stand der BDA-Liste: 2025-06-30 Name: Figurenbildstock hl. Maria GstNr.: 1241 Mariensäule Klagenfurt |
| ja    | Datei hochladen | Dom und Stadtpfarrkirche hll. Petrus und Paulus HERIS-ID: 53960 Objekt-ID: 62074                                       | Domplatz 1 Standort KG: Klagenfurt                            | Die von außen nüchtern wirkende Kirche hat einen mächtigen sechsgeschoßigen Vorhallenturm. Sie wurde ab 1580 von Protestanten errichtet, aber schon 1604 den Jesuiten übergeben. Die Einrichtung stammt großteils aus der Zeit nach einem Großbrand 1723. | BDA-Hist.: Q261423 Status: § 2a Stand der BDA-Liste: 2025-06-30 Name: Dom und Stadtpfarrkirche hll. Petrus und Paulus GstNr.: .131 Klagenfurt Cathedral                                                                                               |
| ja    | Datei hochladen | Spanheimerbrunnen HERIS-ID: 102915 Objekt-ID: 119369                                                                   | Dr.-Arthur-Lemisch-Platz Standort KG: Klagenfurt              | Das Standbild des Herzogs Bernhard von Spanheim aus Carrara-Marmor ist ein 1948 entstandenes Werk von Arnulf Pichler. Die naturalistischen Löwen am Steinsockel stammen von Josef Valentin Kassin. | BDA-Hist.: Q37792217 Status: § 2a Stand der BDA-Liste: 2025-06-30 Name: Spanheimerbrunnen GstNr.: 777/96 Bernhard von Spanheim Brunnen |
| ja    | Datei hochladen | Brunnenfigur Wörtherseemandl HERIS-ID: 102916 Objekt-ID: 119370                                                        | Dr.-Arthur-Lemisch-Platz Standort KG: Klagenfurt              | Die Brunnenfigur – zur Sage zur Entstehung des Wörthersees – schuf 1962 Heinz Goll. | BDA-Hist.: Q37792234 Status: § 2a Stand der BDA-Liste: 2025-06-30 Name: Brunnenfigur Wörtherseemandl GstNr.: 777/96 Wörtherseemandl |
| ja    | Datei hochladen | Wohn- und Geschäftshaus, Leonhaus HERIS-ID: 38928 Objekt-ID: 38558                                                     | Dr.-Arthur-Lemisch-Platz 2 Standort KG: Klagenfurt            | Das sogenannte Leonhaus ist ein dreiachsiges, viergeschoßiges Gebäude mit dreigeschoßigem Erker und einem mehrfach geschwungenen, mächtigen Volutengiebel in der Dachzone. Der Bau wurde 1905/06 nach Plänen des Klagenfurter Stadtbaumeisters Max Schmidt errichtet. Die Wandmalereien zeigen Jakob Gutenberg und den heiligen Hubertus. | BDA-Hist.: Q37985503 Status: Bescheid Stand der BDA-Liste: 2025-06-30 Name: Wohn- und Geschäftshaus, Leonhaus GstNr.: .271 Leonhaus in Klagenfurt |
| ja    | Datei hochladen | Ehem. Finanzlandesdirektion HERIS-ID: 54104 Objekt-ID: 62246                                                           | Dr.-Herrmann-Gasse 3 Standort KG: Klagenfurt                  | Ehemaliger Salzburger Hof, bis 2017 Finanzlandesdirektion. Erbaut im 17. Jahrhundert. Die Fassade mit großer Pilasterordnung von 1803, 1948 aufgestockt. Über dem zweiten Geschoß Salzburger Wappen in Fresko. | BDA-Hist.: Q38059663 Status: Bescheid Stand der BDA-Liste: 2025-06-30 Name: Ehem. Finanzlandesdirektion GstNr.: .428 Finanzlandesdirektion für Kärnten in Klagenfurt                                                                                  |
| ja    | Datei hochladen | Hauptpostamt Klagenfurt HERIS-ID: 45129 Objekt-ID: 46041                                                               | Dr.-Herrmann-Gasse 4 Standort KG: Klagenfurt                  | Repräsentativer, viergeschoßiger Bau, aus einem 1930 vom Otto Wagner-Schüler Leopold Hoheisel durchgeführten Umbau hervorgegangen. Im Nordteil des Erdgeschoßes Teile des Khevenhüller-Hauses (Mitte 17. Jahrhundert) erhalten. Breit gelagerte, rhythmisch gegliederte Fassade mit Portikus, daran 3 Figuren (Telegraphie, Paketpost, weibliche Figur mit Weltkugel) von Hans Domenig. 1998 Innenumbau. | BDA-Hist.: Q38013536 Status: Bescheid Stand der BDA-Liste: 2025-06-30 Name: Hauptpostamt Klagenfurt GstNr.: .421 Hauptpostamt Klagenfurt |
| ja    | Datei hochladen | Volksschule (Dr. Karl Renner-Schule) HERIS-ID: 64374 Objekt-ID: 77089                                                  | Ebentaler Straße 24 Standort KG: Klagenfurt                   | Die Renner-Schule ist ein 1950 erbautes Gebäude mit aufwändigem Portal und geräumiger Aula im Obergeschoß. Die Glasmalereien im Foyer stammen von Herbert Ebner, die Wandmalereien von Otto Kraigher. | BDA-Hist.: Q38106806 Status: § 2a Stand der BDA-Liste: 2025-06-30 Name: Volksschule (Dr. Karl Renner-Schule) GstNr.: 1089/2 |
| ja    | Datei hochladen | Wohnhaus, Ehem. Landwehrkaserne HERIS-ID: 46298 Objekt-ID: 48069                                                       | Enzenbergstraße 8, 10 Standort KG: Klagenfurt                 | Das dreigeschoßige Gebäude aus zwei Eckbauten ist der ehemalige Westtrakt der 1895 errichteten Landwehrkaserne. 1921 wurden je Geschoß vier Kleinwohnungen eingebaut. | BDA-Hist.: Q38020475 Status: Bescheid Stand der BDA-Liste: 2025-06-30 Name: Wohnhaus, Ehem. Landwehrkaserne GstNr.: .960/1 Klagenfurt, Enzenbergstraße 8-10                                                                                           |
| ja    | Datei hochladen | Anlage Heereswirtschaftsanstalt, Gruppenverpflegungsanstalt II HERIS-ID: 35658 Objekt-ID: 34452                        | Feldkirchner Straße 18, 18H Standort KG: Klagenfurt           | Die Gruppenverpflegungsanstalt II besteht aus insgesamt fünf Bauten. Das Gebäude Felkirchnerstraße Nr. 18 ist die ehemalige Bäckerei, ein 1897 errichteter viergeschoßiger Bau mit querformatigen Fenstern. | BDA-Hist.: Q37966060 Status: Bescheid Stand der BDA-Liste: 2025-06-30 Name: Anlage Heereswirtschaftsanstalt, Gruppenverpflegungsanstalt II GstNr.: .742/2 Haferdepot, Klagenfurt am Wörthersee                                                        |
| ja    | Datei hochladen | Stadtpfarrkirche St. Hemma HERIS-ID: 53985 Objekt-ID: 62103                                                            | Feldkirchner Straße 70 Standort KG: Klagenfurt                | Der streng kubistische Zentralbau mit Sichtbetonwänden wurde 1970 von Hermann Kompolschek errichtet und 1998/99 um einen Glockenturm ergänzt. | BDA-Hist.: Q38059374 Status: § 2a Stand der BDA-Liste: 2025-06-30 Name: Stadtpfarrkirche St. Hemma GstNr.: 265/15 Hemma of Gurk Church (St. Veiter Vorstadt)                                                                                          |
| ja    | Datei hochladen | Amtsgebäude (Objekt 3, Altbau, westl. Objekt) HERIS-ID: 103179 Objekt-ID: 119639                                       | Fromillerstraße 20A Standort KG: Klagenfurt                   | | BDA-Hist.: Q37795051 Status: § 2a Stand der BDA-Liste: 2025-06-30 Name: Amtsgebäude (Objekt 3, Altbau, westl. Objekt) GstNr.: .2463 Klagenfurt, Fromillerstraße 20a                                                                                   |
| ja    | Datei hochladen | Bürgerhaus HERIS-ID: 111940 Objekt-ID: 129977                                                                          | Getreidegasse 8 Standort KG: Klagenfurt                       | Das zweigeschoßige Eckhaus mit Portal von 1686 und aus dem 19. Jahrhundert stammender Fassadengliederung wurde nach Bombenschaden 1948 wiederaufgebaut. | BDA-Hist.: Q37827747 Status: Bescheid Stand der BDA-Liste: 2025-06-30 Name: Bürgerhaus GstNr.: .199, 45 Klagenfurt, Getreidegasse 8 |
| ja    | Datei hochladen | Haus Lauterborn, Haus Herbst HERIS-ID: 45534 Objekt-ID: 46902                                                          | Getreidegasse 17 Standort KG: Klagenfurt                      | Das Einfamilienhaus Herbst (Lauterborn) mit großen, zylindrischen, hervortretenden Obergeschoßpartien wurde 1930 bis 1933 von Sigmund Schiffler über extravaganten Grundriss erbaut. | BDA-Hist.: Q38016606 Status: Bescheid Stand der BDA-Liste: 2025-06-30 Name: Haus Lauterborn, Haus Herbst GstNr.: .1852 Villa Herbst in Klagenfurt |
| ja    | Datei hochladen | Volkssternwarte HERIS-ID: 102953 Objekt-ID: 119407                                                                     | Giordano-Bruno-Weg 1 Standort KG: Klagenfurt                  | Anlässlich eines Besuchs von Kaiser Franz Joseph wurde am Kreuzbergl ein steinerner Aussichtsturm errichtet. 1965 wurde darauf ein Betonaufbau mit Teleskop zur Verwendung als Volkssternwarte gesetzt. | BDA-Hist.: Q37792428 Status: § 2a Stand der BDA-Liste: 2025-06-30 Name: Volkssternwarte GstNr.: .1838 Volkssternwarte Klagenfurt |
| ja    | Datei hochladen | Künstlerhaus HERIS-ID: 35660 Objekt-ID: 34454                                                                          | Goethepark 1 Standort KG: Klagenfurt                          | Das Künstlerhaus wurde 1914 vom Baumeister Georg Horčička nach Plänen von Franz Baumgartner errichtet. Mit der leicht barockisierenden, ovalen Foyerlösung mit repräsentativen Portal, der Buntglasoberlichte und dem Terrazzo gilt das Künstlerhaus als einer der schönsten spätseccionistischen Bauten in Kärnten. | BDA-Hist.: Q37966091 Status: Bescheid Stand der BDA-Liste: 2025-06-30 Name: Künstlerhaus GstNr.: .1525 Künstlerhaus Klagenfurt |
| ja    | Datei hochladen | Pavillon (ehem. Pissoir) HERIS-ID: 102961 Objekt-ID: 119415                                                            | Goethepark 2 Standort KG: Klagenfurt                          | Der um die Jahrhundertwende errichtete Jugendstil-Pavillon mit weit vorstehendem Dach diente ehemals als Pissoir. Heute wird es von VADA, dem Verein zur Anregung des dramatischen Appetits als Theater betrieben. | BDA-Hist.: Q37792494 Status: § 2a Stand der BDA-Liste: 2025-06-30 Name: Pavillon (ehem. Pissoir) GstNr.: 184 Pavillon, Goethepark Klagenfurt |
| ja    | Datei hochladen | Kalvarienberggruppe samt Umfassungsmauer HERIS-ID: 57821 Objekt-ID: 68119                                              | Golgathaweg Standort KG: Klagenfurt                           | Die lebensgroße Kreuzigungsgruppe hinter der Kreuzberglkirche ließ 1692 Christoph Anton von Leilersperg aufstellen. | BDA-Hist.: Q38078858 Status: § 2a Stand der BDA-Liste: 2025-06-30 Name: Kalvarienberggruppe samt Umfassungsmauer GstNr.: 905/3 Kalvarienberggruppe Kreuzbergl, Klagenfurt                                                                             |
| ja    | Datei hochladen | Heiligengeistkirche HERIS-ID: 53946 Objekt-ID: 62054                                                                   | Heiligengeistplatz Standort KG: Klagenfurt                    | Die Kirche mit tonnengewölbter vierjochiger Halle, kreuzunterwölbter Orgelempore und kreuzrippengewölbtem Chor mit 5/8-Schluss. geht im Wesentlichen auf die 1630er Jahre zurück. Deckengewölbe von Josef und August Veit stammen vom Ende des 19. Jahrhunderts. Hochaltar, Seitenaltäre und Kanzel stammen vom Ende des 18. Jahrhunderts. Das qualitätsvolle Hochaltarblatt von Lorenz Glaber (1640) zeigt das Pfingstwunder. Das Altarbild in der Turmkapelle wird J. Fromiller zugeschrieben. | BDA-Hist.: Q1595175 Status: § 2a Stand der BDA-Liste: 2025-06-30 Name: Heiligengeistkirche GstNr.: .396 Heiligengeistkirche Klagenfurt |
| ja    | Datei hochladen | Teile der ehem. Stadtbefestigung (Heiligengeistschütt), Inschriftplatten und Säulen HERIS-ID: 102980 Objekt-ID: 119435 | Heiligengeistschütt Standort KG: Klagenfurt                   | Anmerkung: Ehemals mit anderen Gedenksteinen; aktueller Ort nicht bekannt | BDA-Hist.: Q64765237 Status: § 2a Stand der BDA-Liste: 2025-06-30 Name: Teile der ehem. Stadtbefestigung (Heiligengeistschütt), Inschriftplatten und Säulen GstNr.: 777/119 Stadtbefestigung Klagenfurt                                               |
| ja    | Datei hochladen | Ehem. Truppenspital, Wohnhausanlage HERIS-ID: 31382 Objekt-ID: 28327                                                   | Henselstraße 1 Standort KG: Klagenfurt                        | Das „ehemalige Truppenspital“ wurde 1762/63 vom belgischen Tuchfabrikanten Johann von Thys errichtet. Dabei wurde ein älteres Wohnhaus mit einer 1740 von Josef Ferdinand Fromiller ausgestatteten Kapelle miteinbezogen. | BDA-Hist.: Q37941970 Status: Bescheid Stand der BDA-Liste: 2025-06-30 Name: Ehem. Truppenspital, Wohnhausanlage GstNr.: 721/7 Ehem. Truppenspital Klagenfurt                                                                                          |
| ja    | Datei hochladen | Wohnhaus, Miethaus HERIS-ID: 54012 Objekt-ID: 62133                                                                    | Herbertstraße 9, 11 Standort KG: Klagenfurt                   | Der Wohnbau ist im späthistoristischen Stil errichtet. | BDA-Hist.: Q38059484 Status: Bescheid Stand der BDA-Liste: 2025-06-30 Name: Wohnhaus, Miethaus GstNr.: 719/6 |
| ja    | Datei hochladen | Bürgerhaus, Geschäftshaus Zum goldenen Anker HERIS-ID: 35661 Objekt-ID: 34455                                          | Herrengasse 2 Standort KG: Klagenfurt                         | Das Eckhaus mit Arkadenhof stammt aus dem 17. Jahrhundert. Die Fassade wurde in der zweiten Hälfte des 18. Jahrhunderts erneuert und weist eine große Pilasterordnung und reiche Fensterrahmungen mit Rosettenschmuck auf. | BDA-Hist.: Q37966108 Status: Bescheid Stand der BDA-Liste: 2025-06-30 Name: Bürgerhaus, Geschäftshaus Zum goldenen Anker GstNr.: .330 Zum Goldenen Anker in Klagenfurt                                                                                |
| ja    | Datei hochladen | Bürgerhaus, Stadthaus HERIS-ID: 35662 Objekt-ID: 34456                                                                 | Herrengasse 3 Standort KG: Klagenfurt                         | Das Stadthaus wurde im frühen 16. Jahrhundert über mittelalterlichen Kern errichtet. Der dreigeschoßige Arkadenhof wurde im 16. Jahrhundert eingebaut, die straßenseitige Fassade in der ersten Hälfte des 19. Jahrhunderts erneuert. | BDA-Hist.: Q37966124 Status: Bescheid Stand der BDA-Liste: 2025-06-30 Name: Bürgerhaus, Stadthaus GstNr.: .328 Herrengasse 3 (Klagenfurt) |
| ja    | Datei hochladen | Bürgerhaus, Stadthaus HERIS-ID: 35663 Objekt-ID: 34457                                                                 | Herrengasse 4 Standort KG: Klagenfurt                         | Das Haus wurde Anfang des 17. Jahrhunderts errichtet und Mitte des 18. Jahrhunderts umgestaltet. Das Portal ist mit „1606 CE.“ bezeichnet. | BDA-Hist.: Q37966139 Status: Bescheid Stand der BDA-Liste: 2025-06-30 Name: Bürgerhaus, Stadthaus GstNr.: .334 Herrengasse 4 (Klagenfurt) |
| ja    | Datei hochladen | Bürgerhaus, Wohn- und Geschäftshaus HERIS-ID: 35664 Objekt-ID: 34458                                                   | Herrengasse 5 Standort KG: Klagenfurt                         | Das dreigeschoßige, vierachsige Bürgerhaus aus dem 17. Jahrhundert mit geknickter Front wurde wohl Ende des 18. Jahrhunderts an der Fassade erneuert. | BDA-Hist.: Q37966153 Status: Bescheid Stand der BDA-Liste: 2025-06-30 Name: Bürgerhaus, Wohn- und Geschäftshaus GstNr.: .327 Klagenfurt, Herrengasse 5                                                                                                |
| ja    | Datei hochladen | Bürgerhaus, Wohn- und Geschäftshaus HERIS-ID: 35665 Objekt-ID: 34459                                                   | Herrengasse 6 Standort KG: Klagenfurt                         | Das Haus ist ein dreigeschoßiger Bau des 17. Jahrhunderts mit einem Pseudorustikaportal vom Anfang des 17. Jahrhunderts und einem Wappen von 1808. An der Süd und Ostseite des Arkadenhofes sind die Wappen verschiedener Besitzer angebracht. | BDA-Hist.: Q37966169 Status: Bescheid Stand der BDA-Liste: 2025-06-30 Name: Bürgerhaus, Wohn- und Geschäftshaus GstNr.: .335 Klagenfurt, Herrengasse 6                                                                                                |
| ja    | Datei hochladen | Ehem. Gasthaus zum Roten Krebsen HERIS-ID: 35666 Objekt-ID: 34460                                                      | Herrengasse 7 Standort KG: Klagenfurt                         | Das dreigeschoßige Haus aus dem 17. Jahrhundert wurde im dritten Viertel des 19. Jahrhunderts mit einer strenghistoristischen Fassade versehen. | BDA-Hist.: Q37966185 Status: Bescheid Stand der BDA-Liste: 2025-06-30 Name: Ehem. Gasthaus zum Roten Krebsen GstNr.: .326 Klagenfurt, Herrengasse 7                                                                                                   |
| ja    | Datei hochladen | Bürgerhaus, Stadthaus HERIS-ID: 35667 Objekt-ID: 34461                                                                 | Herrengasse 8 Standort KG: Klagenfurt                         | Das schmale dreigeschoßige Wohnhaus mit einem Baukern aus dem späten 16. Jahrhundert und ein um 1600 entstandenes Rundbogenportal wurde mehrmals umgestaltet. | BDA-Hist.: Q37966201 Status: Bescheid Stand der BDA-Liste: 2025-06-30 Name: Bürgerhaus, Stadthaus GstNr.: .336 Klagenfurt, Herrengasse 8 |
| ja    | Datei hochladen | Ehem. Berghauptmannschaft HERIS-ID: 53938 Objekt-ID: 62042                                                             | Herrengasse 9 Standort KG: Klagenfurt                         | Im ehemaligen Vizedomhaus war später die Berghauptmannschaft untergebracht. Der dreigeschoßige palaisartige Bau wurde um 1700 über älteren Kern errichtet und 1751 aufgestockt. Die Fassade besitzt ein genutetes Erdgeschoß, ein repräsentatives Portal und in der Beletage Fenster mit Knickgiebelverdachungen. | BDA-Hist.: Q38059168 Status: Bescheid Stand der BDA-Liste: 2025-06-30 Name: Ehem. Berghauptmannschaft GstNr.: .325/1 Klagenfurt, Herrengasse 9 |
| ja    | Datei hochladen | Ehem. Palais Seenuß HERIS-ID: 35668 Objekt-ID: 34462                                                                   | Herrengasse 10 Standort KG: Klagenfurt                        | Das ehemalige Palais Seenuß wurde 1944 von Bomben beschädigt und nach dem Krieg unter Hinzufügung eines Geschoßes wieder aufgebaut. Das Rundbogenportal mit einem Kopfschlussstein stammt aus dem 17. Jahrhundert, das Wappen der Freiherren von Seenuß von 1718. Die gewölbte Halle und der Stiegenaufgang wurden im 18. Jahrhundert errichtet. | BDA-Hist.: Q37966217 Status: Bescheid Stand der BDA-Liste: 2025-06-30 Name: Ehem. Palais Seenuß GstNr.: .337 Klagenfurt, Herrengasse 10 |
| ja    | Datei hochladen | Helldorf-Egger'sches Palais/Palais Egger-Helldorf HERIS-ID: 35669 Objekt-ID: 34463                                     | Herrengasse 12 Standort KG: Klagenfurt                        | Das Palais Helldorf, das ehemalige Palais Aicholt, ist ein dreigeschoßiger repräsentativer Bau, der an drei Seiten frei steht. Das Gebäude entstand im 16. Jahrhundert aus drei mittelalterlichen Bauten. 1751 wurden das oberste Geschoß hinzugefügt und die Fassaden erneuert. Über dem genuteten Erdgeschoß befindet sich eine große Pilasterordnung. Die Fensterrahmungen sind mit Muscheln und Blütendekor verziert. Über dem Rundbogenportal sind die Wappen der Familien Aicholt, Helldorf und Egger angebracht. Die zweiseitigen Arkaden im Hof wurden im 16. Jahrhundert eingebaut. | BDA-Hist.: Q37966232 Status: Bescheid Stand der BDA-Liste: 2025-06-30 Name: Helldorf-Egger'sches Palais/Palais Egger-Helldorf GstNr.: .338 Klagenfurt, Herrengasse 12                                                                                 |
| ja    | Datei hochladen | Palais Christalnigg HERIS-ID: 35670 Objekt-ID: 34464                                                                   | Herrengasse 14 Standort KG: Klagenfurt                        | Repräsentativer dreigeschoßiger Bau, Baukern 16. Jahrhundert, Erweiterung zwischen 1667 und 1676, Aufstockung 1787, Neufassadierung 1839. Die Schauseiten mit Empiredekor. Dreiteiliges, durch vortretende Pfeiler betontes Portal mit klassizistischem Balkongitter. Mittelrisalit durch vier kannelierte ionische Pilaster hervorgehoben. Zwischen den oberen Geschoßen Palmettenfries. Großer Saal und zwei Salons mit reichen Stuckdecken um 1740. Arkadenhof 17. Jahrhundert. | BDA-Hist.: Q16855528 Status: Bescheid Stand der BDA-Liste: 2025-06-30 Name: Palais Christallnig GstNr.: .339 Palais Christalnig in Klagenfurt |
| ja    | Datei hochladen | Florianidenkmal HERIS-ID: 57742 Objekt-ID: 68033                                                                       | Heuplatz Standort KG: Klagenfurt                              | Das Florianidenkmal wurde 1781 anlässlich der Rettung vor einem schweren Brand errichtet. Das barock-klassizistische Denkmal aus verschiedenen Marmor- und Kalksteinsorten besteht aus einem kreuzförmigen Prisma und eingeschobener Pyramide mit der Bekrönungsfigur des heiligen Florians samt Engel. Die Figuren auf dem kreuzförmigen Sockel stellen die heiligen Egydius und Sebastian dar. Als Urheber der Skulpturen gilt Josef Mauer. | BDA-Hist.: Q38078216 Status: § 2a Stand der BDA-Liste: 2025-06-30 Name: Florianidenkmal GstNr.: 777/104 Florianidenkmal, Klagenfurt |
| ja    | Datei hochladen | Ehem. Klagenfurter Versorgungsanstalt, Altes Siechenhaus HERIS-ID: 35672 Objekt-ID: 34466                              | Heuplatz 2 Standort KG: Klagenfurt                            | Das Haus wurde 1782 bis 1784 als Landeskrankenanstalt errichtet und diente bis 1896 als Anstaltsgebäude. Die Ost- und die Südfassade weist mit dem Plattendekor im Stil des Barock-Klassizismus ein für Kärnten seltenes Beispiel für den josefinischen Plattenstil auf. Die Fassade mit durchgehender Pilasterordnung wird durch zopfartige Stuckfestons ornamentiert. Das Portal besitzt Doppelpfeiler, die im zweiten Geschoß ein antikisierendes Gebälk tragen. | BDA-Hist.: Q37966257 Status: Bescheid Stand der BDA-Liste: 2025-06-30 Name: Ehem. Klagenfurter Versorgungsanstalt, Altes Siechenhaus GstNr.: .372/1, .372/2 Altes Siechenhaus, Klagenfurt                                                             |
| ja    | Datei hochladen | Wohn- und Geschäftshaus HERIS-ID: 67371 Objekt-ID: 80324                                                               | Heuplatz 8 Standort KG: Klagenfurt                            | Dem im ersten Drittel des 19. Jahrhunderts errichten Gebäude wurden 1843 durch Domenico Venchiarutti das oberste Geschoß und eine neue Fassaden hinzugefügt. Das Haus mit betonten Seitenachsen besitzt geometrisches Dekor im Stil des Frühhistorismus. | BDA-Hist.: Q38116481 Status: Bescheid Stand der BDA-Liste: 2025-06-30 Name: Wohn- und Geschäftshaus GstNr.: .230/1 |
| ja    | Datei hochladen | Gebirgsschützendenkmal HERIS-ID: 102991 Objekt-ID: 119446                                                              | Hülgerthpark Standort KG: Klagenfurt                          | Das 1927 von Josef Valentin Kassin geschaffene Gebirgsjägerdenkmal ist seit 1976 im Hülgerthpark aufgestellt. | BDA-Hist.: Q37792742 Status: § 2a Stand der BDA-Liste: 2025-06-30 Name: Gebirgsschützendenkmal GstNr.: 494/2 |
| ja    | Datei hochladen | Wandbild von Jean Egger HERIS-ID: 35673 Objekt-ID: 34467                                                               | Jesserniggstraße 27 Standort KG: Klagenfurt                   | Ein Raum des Elternhauses von Jean Egger wurde von dem Maler um 1930/31 mit einem Wandgemälde versehen. | BDA-Hist.: Q37966273 Status: Bescheid Stand der BDA-Liste: 2025-06-30 Name: Wandbild von Jean Egger GstNr.: .1280 |
| ja    | Datei hochladen | Landes- und Bezirksgericht mit Staatsanwaltschaft und Justizanstalt HERIS-ID: 54100 Objekt-ID: 62241                   | Josef-Wolfgang-Dobernig-Straße 2 Standort KG: Klagenfurt      | Das Gerichtsgebäude ist ein breitgelagerter, viergeschoßiger Bau mit schlichter klassizierender Gliederung und Mittelrisalit mit Frontispiz vom Anfang des 20. Jahrhunderts. | BDA-Hist.: Q38059652 Status: Bescheid Stand der BDA-Liste: 2025-06-30 Name: Landes- und Bezirksgericht mit Staatsanwaltschaft und Justizanstalt GstNr.: .373 Landesgericht Klagenfurt (building)                                                      |
| ja    | Datei hochladen | Obelisk, sog. Friedenssäule HERIS-ID: 103014 Objekt-ID: 119469                                                         | Kardinalplatz Standort KG: Klagenfurt                         | Den 20 Meter hohen, von Johann Propst errichteten Obelisken aus Salzburger Marmor stiftete 1807 Kardinal Salm zur Erinnerung an den Frieden von Preßburg. Am Sockel finden sich Inschriften in deutscher und lateinischer Sprache. | BDA-Hist.: Q37792878 Status: § 2a Stand der BDA-Liste: 2025-06-30 Name: Obelisk, sog. Friedenssäule GstNr.: 777/32 Friedenssäule, Klagenfurt |
| ja    | Datei hochladen | Bürgerhaus, Stadthaus HERIS-ID: 35674 Objekt-ID: 34469                                                                 | Kardinalplatz 1 Standort KG: Klagenfurt                       | Das dreigeschoßige Bau mit Kern aus dem 17. Jahrhundert wurde an der Fassade um 1860 in neugotischen Formen umgestaltet. Das Portal ist mit dem Wappen der Familie Ehrfeld geschmückt. Im Hof befinden sich um 1700 entstandene zweigeschoßige Arkaden und im Erdgeschoß des Hintertraktes eine dreischiffige Pfeilerhalle aus dem späten 16. Jahrhundert. | BDA-Hist.: Q37966287 Status: Bescheid Stand der BDA-Liste: 2025-06-30 Name: Bürgerhaus, Stadthaus GstNr.: .179 |
| ja    | Datei hochladen | Bürgerhaus, Wohn- und Geschäftshaus HERIS-ID: 35675 Objekt-ID: 34470                                                   | Kardinalplatz 2 Standort KG: Klagenfurt                       | Das zweigeschoßige Eckhaus mit Baukern und Konsolenerker aus dem 17. Jahrhundert und einer Fassade aus dem späten 18. Jahrhundert besitzt eine einheitliche Pilasterordnung. | BDA-Hist.: Q37966311 Status: Bescheid Stand der BDA-Liste: 2025-06-30 Name: Bürgerhaus, Wohn- und Geschäftshaus GstNr.: .178 Klagenfurt, Kardinalplatz 2                                                                                              |
| ja    | Datei hochladen | Bürgerhaus, Wohn- und Geschäftshaus HERIS-ID: 35676 Objekt-ID: 34471                                                   | Kardinalplatz 3 Standort KG: Klagenfurt                       | Das Haus mit abgeschrägter Hauptfront aus der ersten Hälfte des 19. Jahrhunderts und rundbogigem Portal wird durch schlanke Pilaster gegliedert. 1950 wurde das Gebäude um das vierte Geschoß aufgestockt. Der steinerne Löwe an der Westseite ist ein stark plastisches Relief aus Chloritschiefer aus dem letzten Viertel des 16. Jahrhunderts und stammt vom 1809 geschleiften St. Veiter Tor. | BDA-Hist.: Q37966328 Status: Bescheid Stand der BDA-Liste: 2025-06-30 Name: Bürgerhaus, Wohn- und Geschäftshaus GstNr.: .176 Klagenfurt, Kardinalplatz 3                                                                                              |
| ja    | Datei hochladen | Teil der Kardinalschütt HERIS-ID: 41103 Objekt-ID: 41536                                                               | Kardinalplatz 5 Standort KG: Klagenfurt                       | Die Kardinalschütt, der Rest der östlichen Renaissancebefestigung, besteht aus einem acht Meter hohen Wall, der Auffahrtsrampe der Torbastei und zwei Poternen mit rundbogigen Rustikaportalen. | BDA-Hist.: Q64765230 Status: Bescheid Stand der BDA-Liste: 2025-06-30 Name: Teil d. Kardinalschütt GstNr.: 53/2 Stadtbefestigung Klagenfurt |
| ja    | Datei hochladen | Teil der Kardinalschütt HERIS-ID: 41104 Objekt-ID: 41537                                                               | Kardinalschütt 2, 6 Standort KG: Klagenfurt                   | Die Kardinalschütt, der Rest der östlichen Renaissancebefestigung, besteht aus einem acht Meter hohen Wall, der Auffahrtsrampe der Torbastei und zwei Poternen mit rundbogigen Rustikaportalen. | BDA-Hist.: Q64765231 Status: Bescheid Stand der BDA-Liste: 2025-06-30 Name: Teil d. Kardinalschütt GstNr.: .157 Stadtbefestigung Klagenfurt |
| ja    | Datei hochladen | Teil der Kardinalschütt HERIS-ID: 41106 Objekt-ID: 41540                                                               | Kardinalschütt 3, 4, 5, 6, 7 Standort KG: Klagenfurt          | Die Kardinalschütt, der Rest der östlichen Renaissancebefestigung, besteht aus einem acht Meter hohen Wall, der Auffahrtsrampe der Torbastei und zwei Poternen mit rundbogigen Rustikaportalen. | BDA-Hist.: Q64765234 Status: Bescheid Stand der BDA-Liste: 2025-06-30 Name: Teil der Kardinalschütt GstNr.: .163, .158/1, .158/3, 53/1, .161, .166/4 Stadtbefestigung Klagenfurt                                                                      |
| ja    | Datei hochladen | Teil der Kardinalschüttt – Nordpoterne HERIS-ID: 41107 Objekt-ID: 41541                                                | bei Kardinalschütt 3 Standort KG: Klagenfurt                  | Die Kardinalschütt, der Rest der östlichen Renaissancebefestigung, besteht aus einem acht Meter hohen Wall, der Auffahrtsrampe der Torbastei und zwei Poternen mit rundbogigen Rustikaportalen. | BDA-Hist.: Q64765235 Status: Bescheid Stand der BDA-Liste: 2025-06-30 Name: Teil d. Kardinalschütt – Nordpoterne GstNr.: .163, .166/4, 777/33 Stadtbefestigung Klagenfurt                                                                             |
| ja    | Datei hochladen | Teil der Kardinalschütt HERIS-ID: 41105 Objekt-ID: 41539                                                               | Kardinalschütt 6 Standort KG: Klagenfurt                      | Die Kardinalschütt, der Rest der östlichen Renaissancebefestigung, besteht aus einem acht Meter hohen Wall, der Auffahrtsrampe der Torbastei und zwei Poternen mit rundbogigen Rustikaportalen. | BDA-Hist.: Q64765233 Status: Bescheid Stand der BDA-Liste: 2025-06-30 Name: Teil d. Kardinalschütt GstNr.: 55 Stadtbefestigung Klagenfurt |
| ja    | Datei hochladen | Teil der Kardinalschütt, Südpoterne HERIS-ID: 60037 Objekt-ID: 71846                                                   | Kardinalschütt 6 Standort KG: Klagenfurt                      | Die Kardinalschütt, der Rest der östlichen Renaissancebefestigung, besteht aus einem acht Meter hohen Wall, der Auffahrtsrampe der Torbastei und zwei Poternen mit rundbogigen Rustikaportalen. | BDA-Hist.: Q64765236 Status: Bescheid Stand der BDA-Liste: 2025-06-30 Name: Teil d. Kardinalschütt, Südpoterne GstNr.: 56 Stadtbefestigung Klagenfurt                                                                                                 |
| ja    | Datei hochladen | Palais Rosanelli HERIS-ID: 35678 Objekt-ID: 34473                                                                      | Kardinalschütt 9 Standort KG: Klagenfurt                      | Das Palais Rosanelli wurde um 1821 von Christoph Cragnolino erbaut. Der Mittelrisalit wird durch gekoppelte kannelierte Säulen hervorgehoben, die ein klassizistisches Gebälk mit Wappenreliefs tragen. Der Dreiecksgiebel über dem Risalit ist mit einem figürlichen Reliefs geschmückt. | BDA-Hist.: Q37966344 Status: Bescheid Stand der BDA-Liste: 2025-06-30 Name: Palais Rosanelli GstNr.: .159 Klagenfurt, Kardinalschütt 9 |
| ja    | Datei hochladen | Viktringer Hof, ehem. Bezirkshauptmannschaft HERIS-ID: 35679 Objekt-ID: 34474                                          | Karfreitstraße 1 Standort KG: Klagenfurt                      | Das Gebäude entstand 1738 aus dem Umbau zweier aus dem 17. Jahrhundert stammenden Häuser. Es hat zwei Rustikaportale, eine geschmückte reiche korinthische Pilasterordnung, einige Räume mit Stuckdecken und ein Deckenrelief (Elias) in der ehemaligen Kapelle. | BDA-Hist.: Q2524595 Status: Bescheid Stand der BDA-Liste: 2025-06-30 Name: Viktringer Hof, ehem. Bezirkshauptmannschaft GstNr.: .55 Viktringerhof |
| ja    | Datei hochladen | Gasthaus Zum goldenen Brunnen HERIS-ID: 35684 Objekt-ID: 34481                                                         | Karfreitstraße 14 Standort KG: Klagenfurt                     | Das Haus wurde Anfang des 17. Jahrhunderts als Seminargebäude des Jesuitenkollegs errichtet und Anfang des 19. Jahrhunderts erneuert. Über dem Rundbogenportal ist ein Relief mit einem vor dem Kruzifix knienden Jesuit sowie einen Ordenswappen angebracht. | BDA-Hist.: Q37966391 Status: Bescheid Stand der BDA-Liste: 2025-06-30 Name: Gasthaus Zum goldenen Brunnen GstNr.: .484 Klagenfurt, Karfreitstraße 14                                                                                                  |
| ja    | Datei hochladen | Miethaus HERIS-ID: 44142 Objekt-ID: 44844                                                                              | Khevenhüllerstraße 21 Standort KG: Klagenfurt                 | Das Haus ist Teil eines städtebauliches Ensemble von fünf viergeschoßigen Häusern, das 1908–1911 von Max Schmidt und Chrysant Ebner in secessionistischen Formen errichtet wurde. | BDA-Hist.: Q38007147 Status: Bescheid Stand der BDA-Liste: 2025-06-30 Name: Miethaus GstNr.: .1445 Klagenfurt, Khevenhüllerstraße 21 |
| ja    | Datei hochladen | Miethaus HERIS-ID: 44141 Objekt-ID: 44843                                                                              | Khevenhüllerstraße 23 Standort KG: Klagenfurt                 | Das Haus ist Teil eines städtebauliches Ensemble von fünf viergeschoßigen Häusern, das 1908–1911 von Max Schmidt und Chrysant Ebner in secessionistischen Formen errichtet wurde. | BDA-Hist.: Q38007136 Status: Bescheid Stand der BDA-Liste: 2025-06-30 Name: Miethaus GstNr.: .1444 Klagenfurt, Khevenhüllerstraße 23 |
| ja    | Datei hochladen | Miethaus HERIS-ID: 44140 Objekt-ID: 44842                                                                              | Khevenhüllerstraße 25 Standort KG: Klagenfurt                 | Das Haus ist Teil eines städtebauliches Ensemble von fünf viergeschoßigen Häusern, das 1908–1911 von Max Schmidt und Chrysant Ebner in secessionistischen Formen errichtet wurde. | BDA-Hist.: Q38007125 Status: Bescheid Stand der BDA-Liste: 2025-06-30 Name: Miethaus GstNr.: .1442 Klagenfurt, Khevenhüllerstraße 25 |
| ja    | Datei hochladen | Miethaus HERIS-ID: 44143 Objekt-ID: 44845                                                                              | Khevenhüllerstraße 38 Standort KG: Klagenfurt                 | Das Haus ist Teil einer 1926/27 erbauten U-förmigen Wohnbauanlage der Gemeinnützigen Wohnbaugenossenschaft bestehend aus fünf abgeschlossenen Hauseinheiten. Die viergeschoßigen Häuser besitzen Fassaden im Stil der Neuen Sachlichkeit. Die strenge schmucklose Gestaltung wird durch romantisch-expressionistische Motive (Dreiecksgiebel und klassizistische Pilaster-Riesenordnung) aufgelockert. | BDA-Hist.: Q38007156 Status: Bescheid Stand der BDA-Liste: 2025-06-30 Name: Miethaus GstNr.: .1544 Klagenfurt, Khevenhüllerstraße 38 |
| ja    | Datei hochladen | Kreuzweg und Landesgedächtnisstätte samt Treppenanlagen und Mauern HERIS-ID: 103378 Objekt-ID: 119872                  | Kinkstraße Standort KG: Klagenfurt                            | Die Kreuzwegstationen entstanden nach dem Bau der Kreuzberglkirche, die Heilig Grabkapelle wurde 1742 geweiht. Mitte der 1950er Jahre wurde die Landesgedächtnisstätte nach einem Gesamtentwurf von Rudolf Nitsch eingerichtet. Die Mosaikdarstellungen stammen von Karl Bauer. | BDA-Hist.: Q37796933 Status: § 2a Stand der BDA-Liste: 2025-06-30 Name: Kreuzweg und Landesgedächtnisstätte samt Treppenanlagen und Mauern GstNr.: .1006, 895 Kreuzberglkirche mit Landesgedenkstätte                                                 |
| ja    | Datei hochladen | Villa Jerlitschka HERIS-ID: 57731 Objekt-ID: 68019                                                                     | Kinkstraße 26 Standort KG: Klagenfurt                         | Die Villa wurde 1931 von Sigmund Schiffler im Stil der Neuen Sachlichkeit errichtet. | BDA-Hist.: Q38078198 Status: Bescheid Stand der BDA-Liste: 2025-06-30 Name: Villa Jerlitschka GstNr.: .1781 Klagenfurt, Kinkstraße 26 |
| ja    | Datei hochladen | Nobelwohnanlage Dreadnought HERIS-ID: 44133 Objekt-ID: 44835                                                           | Koschatstraße 3, 5, 7, 7H Standort KG: Klagenfurt             | Dreadnought ist ein Großwohnblock, der 1929–1934 von Sigmund Schiffler in den sachlichen Formen der Hoffmann-Schule errichtet wurde. Die Fassade wird durch lange Gesimse, Balkons und Risalite gegliedert. Die Wohnungen haben großzügige Grundrisse. | BDA-Hist.: Q38007057 Status: Bescheid Stand der BDA-Liste: 2025-06-30 Name: Nobelwohnanlage Dreadnought GstNr.: .707 Klagenfurt, Koschatstraße 3-7H                                                                                                   |
| ja    | Datei hochladen | Miethaus HERIS-ID: 44134 Objekt-ID: 44836                                                                              | Koschatstraße 4 Standort KG: Klagenfurt                       | Das viergeschoßige Eckhaus mit Gesimsgliederung und flachen secessionistischen Dekor wurde 1909/10 nach einem Entwurf von Karl Haybäck errichtet. | BDA-Hist.: Q38007067 Status: Bescheid Stand der BDA-Liste: 2025-06-30 Name: Miethaus GstNr.: .1446/2 Klagenfurt, Koschatstraße 4 |
| ja    | Datei hochladen | Miethaus HERIS-ID: 44135 Objekt-ID: 44837                                                                              | Koschatstraße 6 Standort KG: Klagenfurt                       | Das viergeschoßige Haus mit flächigem secessionistischen Dekor wurde 1909/10 nach einem Entwurf von Karl Haybäck errichtet. | BDA-Hist.: Q38007077 Status: Bescheid Stand der BDA-Liste: 2025-06-30 Name: Miethaus GstNr.: .1446/1 Klagenfurt, Koschatstraße 6 |
| ja    | Datei hochladen | Miethaus HERIS-ID: 44136 Objekt-ID: 44838                                                                              | Koschatstraße 8 Standort KG: Klagenfurt                       | Der dreigeschoßige Bau mit Mittelerker und schlichtem Dekor in nachhistoristischen Formen wurde 1906/07 von Georg Horčička erbaut. | BDA-Hist.: Q38007087 Status: Bescheid Stand der BDA-Liste: 2025-06-30 Name: Miethaus GstNr.: .1422 Klagenfurt, Koschatstraße 8 |
| ja    | Datei hochladen | Miethaus HERIS-ID: 44137 Objekt-ID: 44839                                                                              | Koschatstraße 10 Standort KG: Klagenfurt                      | Das dreigeschoßige Haus mit schlichter späthistoristischer Gliederung wurde 1907/08 von C. Gregorutti erbaut. | BDA-Hist.: Q38007098 Status: Bescheid Stand der BDA-Liste: 2025-06-30 Name: Miethaus GstNr.: 706/4 Klagenfurt, Koschatstraße 10 |
| ja    | Datei hochladen | Beamtenwohnanlage HERIS-ID: 44138 Objekt-ID: 44840                                                                     | Koschatstraße 12 Standort KG: Klagenfurt                      | Das Haus ist Teil eines städtebauliches Ensemble von fünf viergeschoßigen Häusern, das 1908–1911 von Max Schmidt und Chrysant Ebner in secessionistischen Formen errichtet wurde. | BDA-Hist.: Q38007108 Status: Bescheid Stand der BDA-Liste: 2025-06-30 Name: Beamtenwohnanlage GstNr.: .1441 Klagenfurt, Koschatstraße 12 |
| ja    | Datei hochladen | Beamten-Wohnhäuser HERIS-ID: 44139 Objekt-ID: 44841                                                                    | Koschatstraße 14 Standort KG: Klagenfurt                      | Das Haus ist Teil eines städtebauliches Ensemble von fünf viergeschoßigen Häusern, das 1908–1911 von Max Schmidt und Chrysant Ebner in secessionistischen Formen errichtet wurde. | BDA-Hist.: Q38007117 Status: Bescheid Stand der BDA-Liste: 2025-06-30 Name: Beamten-Wohnhäuser GstNr.: .1433 |
| ja    | Datei hochladen | Kommunaler Wohnbau HERIS-ID: 44144 Objekt-ID: 44846                                                                    | Koschatstraße 18 Standort KG: Klagenfurt                      | Das Haus ist Teil einer 1926/27 erbauten U-förmigen Wohnbauanlage der Gemeinnützigen Wohnbaugenossenschaft bestehend aus fünf abgeschlossenen Hauseinheiten. Die viergeschoßigen Häuser besitzen Fassaden im Stil der Neuen Sachlichkeit. Die strenge schmucklose Gestaltung wird durch romantisch-expressionistische Motive (Dreiecksgiebel und klassizistische Pilaster-Riesenordnung) aufgelockert. | BDA-Hist.: Q38007162 Status: Bescheid Stand der BDA-Liste: 2025-06-30 Name: Kommunaler Wohnbau GstNr.: .1543 Klagenfurt, Koschatstraße 18 |
| ja    | Datei hochladen | Kommunaler Wohnbau HERIS-ID: 44145 Objekt-ID: 44847                                                                    | Koschatstraße 20 Standort KG: Klagenfurt                      | Das Haus ist Teil einer 1926/27 erbauten U-förmigen Wohnbauanlage der Gemeinnützigen Wohnbaugenossenschaft bestehend aus fünf abgeschlossenen Hauseinheiten. Die viergeschoßigen Häuser besitzen Fassaden im Stil der Neuen Sachlichkeit. Die strenge schmucklose Gestaltung wird durch romantisch-expressionistische Motive (Dreiecksgiebel und klassizistische Pilaster-Riesenordnung) aufgelockert. | BDA-Hist.: Q38007168 Status: Bescheid Stand der BDA-Liste: 2025-06-30 Name: Kommunaler Wohnbau GstNr.: .1602 Klagenfurt, Koschatstraße 20 |
| ja    | Datei hochladen | Kommunaler Wohnbau HERIS-ID: 44146 Objekt-ID: 44848                                                                    | Koschatstraße 22 Standort KG: Klagenfurt                      | Das Haus ist Teil einer 1926/27 erbauten U-förmigen Wohnbauanlage der Gemeinnützigen Wohnbaugenossenschaft bestehend aus fünf abgeschlossenen Hauseinheiten. Die viergeschoßigen Häuser besitzen Fassaden im Stil der Neuen Sachlichkeit. Die strenge schmucklose Gestaltung wird durch romantisch-expressionistische Motive (Dreiecksgiebel und klassizistische Pilaster-Riesenordnung) aufgelockert. | BDA-Hist.: Q38007173 Status: Bescheid Stand der BDA-Liste: 2025-06-30 Name: Kommunaler Wohnbau GstNr.: .1603 Klagenfurt, Koschatstraße 22 |
| ja    | Datei hochladen | Wohn- und Geschäftshaus HERIS-ID: 44233 Objekt-ID: 44986                                                               | Kramergasse 6 Standort KG: Klagenfurt                         | Das späthistoristische, viergeschoßige Haus mit barockisierend-secessionistischen Fassadendekor wurde 1906 nach Plänen von Gustav Zorn errichtet. | BDA-Hist.: Q38007669 Status: Bescheid Stand der BDA-Liste: 2025-06-30 Name: Wohn- und Geschäftshaus GstNr.: .270/1 Kramergasse 6 (Klagenfurt) |
| ja    | Datei hochladen | Landeskrankenhaus Klagenfurt – Verwaltungsgebäude HERIS-ID: 44465 Objekt-ID: 45279                                     | Kraßniggstraße 13 Standort KG: Klagenfurt                     | Das Gebäude wurde 1894–94 errichtet. | BDA-Hist.: Q38009111 Status: Bescheid Stand der BDA-Liste: 2025-06-30 Name: Landeskrankenhaus Klagenfurt – Verwaltungsgebäude GstNr.: 280/4 Klagenfurt, Krassniggstraße 13                                                                            |
| ja    | Datei hochladen | Hubertusstöckl/Hubertistöckl HERIS-ID: 35681 Objekt-ID: 34477                                                          | Kraßniggstraße 42 Standort KG: Klagenfurt                     | Das Hubertusstöckl ist ein um 1800 errichteter zweigeschoßiger kubistischer Bau mit Walmdach. | BDA-Hist.: Q37966366 Status: Bescheid Stand der BDA-Liste: 2025-06-30 Name: Hubertusstöckl/Hubertistöckl GstNr.: 320/4 Klagenfurt, Kraßniggstraße 42                                                                                                  |
| ja    | Datei hochladen | Schweizerhaus-Terrasse und Kinkdenkmal HERIS-ID: 103015 Objekt-ID: 119470                                              | bei Kreuzbergl (Schweizerhaus) 11 Standort KG: Klagenfurt     | Das Denkmal erinnert an den Architekten Martin Ritter von Kink, dem Begründer der Kaiser-Franz-Josef-Anlagen am Kreuzbergl. Die 1850 in der Substruktion der Schweizerhaus-Terrasse korbbogenförmige Grotte mit geschwungener Senatorenbank birgt die auf einem Sockel stehende Kinkbüste aus Carraramarmor, die Josef Kassin nach einem Entwurf von Otto Hofer anfertigte. | BDA-Hist.: Q37792900 Status: § 2a Stand der BDA-Liste: 2025-06-30 Name: Schweizerhaus-Terrasse und Kinkdenkmal GstNr.: .1009 Schweizerhaus (Klagenfurt)                                                                                               |
| ja    | Datei hochladen | Bundes-Handelsakademie und -schule HERIS-ID: 53994 Objekt-ID: 62112                                                    | Kumpfgasse 21A Standort KG: Klagenfurt                        | Das Gebäude mit historistischem Fassadendekor wurde 1896 errichtet und diente zunächst als „Valerie-Siechenhaus“. Nach dem Ersten Weltkrieg wurde hier die Handelsakademie untergebracht. | BDA-Hist.: Q1574814 Status: Bescheid Stand der BDA-Liste: 2025-06-30 Name: Bundes-Handelsakademie und -schule GstNr.: 456/4 Klagenfurt, Handelsakademie                                                                                               |
| ja    | Datei hochladen | Pfarrhof St. Lorenzen HERIS-ID: 103383 Objekt-ID: 119877                                                               | Kumpfgasse 4 Standort KG: Klagenfurt                          | | BDA-Hist.: Q37796982 Status: § 2a Stand der BDA-Liste: 2025-06-30 Name: Pfarrhof St. Lorenzen GstNr.: .1245 Klagenfurt, Kumpfgasse 4 |
| ja    | Datei hochladen | Obeliskbrunnen HERIS-ID: 103020 Objekt-ID: 119476                                                                      | Landhaushof Standort KG: Klagenfurt                           | Der Obeliskbrunnen wurde 1853 anstelle des alten Löwenbrunnen aufgestellt. Den Brunnen fertigte 1830 Christoph Cragnolino aus rotem Marmor nach einem Entwurf von Domenico Venchiarutti. Auf schmalen Pfeiler über dreistufigem Sockel steht der von Kugeln getragene Obelisk. Am Pfeiler ist das Relief des Landeswappens und eine Maske mit Eisenrohr angebracht. Das runde Marmorbecken des Brunnens ruht auf einem kannelierten Sockel. | BDA-Hist.: Q37792920 Status: § 2a Stand der BDA-Liste: 2025-06-30 Name: Obeliskbrunnen GstNr.: .324 Obeliskbrunnen (Landhaushof) in Klagenfurt |
| ja    | Datei hochladen | Landhaus HERIS-ID: 35683 Objekt-ID: 34479                                                                              | Landhaushof 1 Standort KG: Klagenfurt                         | Der repräsentative Bau mit hufeisenförmigem Grundriss und steilem Satteldach wurde 1574–1590 erbaut; im Nordtrakt sind noch Reste eines Vorgängerbaus (Zeughaus) erkennbar. Die West- und Südfassade wurde um 1730 gestaltet. Im offenen Innenhof sind ein zweigeschoßiger Arkadengang und zwei schlanke Türme mit Zwiebelhelmen. Im Großen und im Kleinen Wappensaal sind Gemälde von J. F. Fromiller. | BDA-Hist.: Q1668900 Status: § 2a Stand der BDA-Liste: 2025-06-30 Name: Landhaus GstNr.: .324 Landhaus Klagenfurt |
| ja    | Datei hochladen | Stadtpalais Maria Saaler Hof, Paradeiser-Haus, Salz- und Tabakamtsgebäude HERIS-ID: 11389 Objekt-ID: 7479              | Landhaushof 3 Standort KG: Klagenfurt                         | Der Landhaushof diente als Stadthaus der Pröpste von Maria Saal, ab 1779 als Salz- und Tabakamtsgebäude und von 1934 bis 2000 als Sicherheitsdirektion für das Land Kärnten. Das Gebäude mit bemerkenswerten Arkadenhof wurde 1550 unter Burggraf Augustin Paradeiser umgebaut. Um 1900 wurde das Haus um das Attikageschoß aufgestockt und die Hofarkaden in den Obergeschoßen durch Fensterkonstruktionen geschlossen. Das Gebäude zeigt an der Nord- und Westfassade spätbarockes Dekor von 1740, an den Fassaden des Südtraktes Kratzputzdekor aus dem 16. Jahrhundert. Den Kern des Osttraktes bildet ein älteres Wohnhaus mit Kapelle. | BDA-Hist.: Q38099391 Status: Bescheid Stand der BDA-Liste: 2025-06-30 Name: Stadtpalais Maria Saaler Hof, Paradeiser-Haus, Salz- und Tabakamtsgebäude GstNr.: .321 Maria Saaler Hof in Klagenfurt                                                     |
| ja    | Datei hochladen | Brunnen „Der Gesang“ HERIS-ID: 103021 Objekt-ID: 119477                                                                | Landhauspark Standort KG: Klagenfurt                          | Die Brunnenanlage „Der Gesang“ mit Skulptur und Masken aus Bronze nach Entwürfen von Kiki Kogelnik wurde 1997 nach ihrem Tod errichtet. | BDA-Hist.: Q37792941 Status: § 2a Stand der BDA-Liste: 2025-06-30 Name: Brunnen „Der Gesang“ GstNr.: 777/5 Brunnen «Der Gesang» in Klagenfurt |
| ja    | Datei hochladen | Höhere Technische Bundeslehranstalt HERIS-ID: 53999 Objekt-ID: 62120                                                   | Lastenstraße 1 Standort KG: Klagenfurt                        | Das Gebäude wurde 1879 in streng historistischen Formen errichtet. | BDA-Hist.: Q1566063 Status: Bescheid Stand der BDA-Liste: 2025-06-30 Name: Höhere Technische Bundeslehranstalt GstNr.: 1182 HTL1 Lastenstraße Klagenfurt                                                                                              |
| ja    | Datei hochladen | Miethaus HERIS-ID: 44147 Objekt-ID: 44849                                                                              | Lerchenfeldstraße 10 Standort KG: Klagenfurt                  | Das Haus ist Teil einer 1926/27 erbauten U-förmigen Wohnbauanlage der Gemeinnützigen Wohnbaugenossenschaft bestehend aus fünf abgeschlossenen Hauseinheiten. Die viergeschoßigen Häuser besitzen Fassaden im Stil der Neuen Sachlichkeit. Die strenge schmucklose Gestaltung wird durch romantisch-expressionistische Motive (Dreiecksgiebel und klassizistische Pilaster-Riesenordnung) aufgelockert. | BDA-Hist.: Q38007175 Status: Bescheid Stand der BDA-Liste: 2025-06-30 Name: Miethaus GstNr.: .1768 Klagenfurt, Lerchenfeldstraße 10 |
| ja    | Datei hochladen | Volksschule „Westschule“ HERIS-ID: 103039 Objekt-ID: 119495                                                            | Lerchenfeldstraße 35 Standort KG: Klagenfurt                  | Die Westschule wurde 1907/08 vom Stadtbaumeister Max Schmidt nach Plänen von Karl Wolschner und Rupert Diedtel errichtet. Die mächtige, mit Jugendstilelementen verzierte Anlage ist von einem Schulgarten umgeben und besitzt seitlich je zwei im rechten Winkel angebaute Flügeltrakte, die in der Achse versetzt sind. Das Gebäude diente 1914 bis 1918 als Reservelazarett, ab 1939 als Lazarett und ab 1945 als Kaserne der englischen Besatzungsmacht. Nach der Renovierung 1952 wurde sie wieder dem Schulbetrieb übergeben. | BDA-Hist.: Q37793045 Status: § 2a Stand der BDA-Liste: 2025-06-30 Name: Volksschule „Westschule“ GstNr.: .1432 Klagenfurt, Westschule |
| ja    | Datei hochladen | Bürgerspitalskirche hl. Sebastian HERIS-ID: 53966 Objekt-ID: 62081                                                     | bei Lidmanskygasse 20 Standort KG: Klagenfurt                 | Die Kirche, ein schlichter barocker Saalbau mit halbrundem Chorschluss und kleinem Dachreiter, wurde 1663/64 errichtet. Der stattliche Hochaltar mit bemerkenswerten Schnitzfiguren weist ebenso wie die Seitenaltäre ein Altargemälde von J. F. Fromiller auf. | BDA-Hist.: Q1021485 Status: § 2a Stand der BDA-Liste: 2025-06-30 Name: Bürgerspitalskirche hl. Sebastian GstNr.: .122 Bürgerspitalskirche in Klagenfurt                                                                                               |
| ja    | Datei hochladen | Geschäftshaus und ehem. Diözesanmuseum HERIS-ID: 53962 Objekt-ID: 62076                                                | Lidmanskygasse 10 Standort KG: Klagenfurt                     | | BDA-Hist.: Q38059275 Status: § 2a Stand der BDA-Liste: 2025-06-30 Name: Geschäftshaus und Diözesanmuseum GstNr.: .131 Klagenfurt, Lidmanskygasse 10                                                                                                   |
| ja    | Datei hochladen | Dompfarrhof mit ehem. Friedhof und Ummauerung HERIS-ID: 103384 Objekt-ID: 119878                                       | Lidmanskygasse 14 Standort KG: Klagenfurt                     | Der Dompfarrhof wurde um 1880 errichtet. | BDA-Hist.: Q37797006 Status: § 2a Stand der BDA-Liste: 2025-06-30 Name: Dompfarrhof mit ehem. Friedhof und Ummauerung GstNr.: .129, 84 Dompfarrhof mit ehem. Friedhof und Portalschauwand                                                             |
| ja    | Datei hochladen | Ehem. Bürgerspital HERIS-ID: 103040 Objekt-ID: 119496                                                                  | Lidmanskygasse 20 Standort KG: Klagenfurt                     | Der schlichte siebenachsige Bau wurde 1616 errichtet. | BDA-Hist.: Q37793066 Status: § 2a Stand der BDA-Liste: 2025-06-30 Name: Ehem. Bürgerspital GstNr.: .123 Klagenfurt, Lidmanskygasse 20 |
| ja    | Datei hochladen | Wohn- und Geschäftshaus HERIS-ID: 82515 Objekt-ID: 96340                                                               | Linsengasse 2 Standort KG: Klagenfurt                         | Der spätbarocke Bau vom Ende des 18. Jahrhunderts mit Walmdach und Pilastergliederung im Obergeschoß besitzt zum Teil Fenstergitter aus der Bauzeit, ein Korbbogenportal und einen platzlgewölbten Flur. Im Hof befinden sich Pawlatschen mit Eisengittern. | BDA-Hist.: Q38178648 Status: Bescheid Stand der BDA-Liste: 2025-06-30 Name: Wohn- und Geschäftshaus GstNr.: .681 |
| ja    | Datei hochladen | Wohn- und Atelierhaus, Lobisser-Haus HERIS-ID: 41098 Objekt-ID: 41531                                                  | Lobisserweg 2 Standort KG: Klagenfurt                         | Das Haus wurde 1933 nach Plänen von Karl Keller als Wohn- und Atelierhaus von Switbert Lobisser errichtet. Der Bau besteht aus einem gemauerten Sockel und einem hölzernen Obergeschoß. Die Fassaden sind mit einem gemalten Fries von 19933/35 und zwei aus den Holzbalken des Obergeschoßes geschnitzten Reliefs geschmückt. In den Hausecken sind Römersteine aus Tiffen eingemauert. Die Einrichtung stammt aus den 1930er Jahren. | BDA-Hist.: Q37998061 Status: Bescheid Stand der BDA-Liste: 2025-06-30 Name: Wohn- und Atelierhaus, Lobisser Haus GstNr.: .1888 Lobisser-Haus, Klagenfurt                                                                                              |
| ja    | Datei hochladen | Bischöfliche Residenz mit Umfriedung und Portalanlage HERIS-ID: 53991 Objekt-ID: 62109                                 | Mariannengasse 2 Standort KG: Klagenfurt                      | Der zweigeschoßige, über Hufeisenform einfach gegliederte Bau wurde 1769–1776 erbaut. Seit 1789 dient er als Bischofssitz (davor: Gurk). Im Ostflügel befinden sich Repräsentationsräume, u. a. ein klassizistisch getäfeltes Eckzimmer. Im Mitteltrakt ist eine 1797 eingerichtete Kapelle. | BDA-Hist.: Q866244 Status: § 2a Stand der BDA-Liste: 2025-06-30 Name: Bischöfliche Residenz mit Umfriedung und Portalanlage GstNr.: 428 Bischöfliche Residenz (Klagenfurt)                                                                            |
| ja    | Datei hochladen | Evang. Johanneskirche HERIS-ID: 54015 Objekt-ID: 62138                                                                 | Martin-Luther-Platz 1 Standort KG: Klagenfurt                 | Die neugotische Kirche mit niedrigem eingezogenen Chor und südseitigem polygonalen Fassadenturm wurde 1864–1866 errichtet. Die Deckenbemalung stammt aus der Bauzeit. Der Hochaltar wurde 1967 durch Lukas Arnold verändert. | BDA-Hist.: Q1698845 Status: § 2a Stand der BDA-Liste: 2025-06-30 Name: Evang. Johanneskirche GstNr.: .658 Johanneskirche Klagenfurt |
| ja    | Datei hochladen | Hülgerthkaserne/Haupt- und Nebengebäude HERIS-ID: 35685 Objekt-ID: 34482                                               | Mießtaler Straße 11 Standort KG: Klagenfurt                   | Die Anlage wurde 1895 bis 1900 errichtet und diente 1938–1945 als Wehrbezirkskommando der deutschen Wehrmacht, 1945/46 als Dienststelle der britischen Besatzungsmacht und 1947–1955 als Ausweichquartier der Landwirtschaftskammer. Seit 1963 ist das Gebäude Sitz des Militärkommandos Kärnten. | BDA-Hist.: Q37966405 Status: Bescheid Stand der BDA-Liste: 2025-06-30 Name: Hülgerthkaserne/Haupt-u. Nebengebäude GstNr.: .960/2 Klagenfurt, Mießtaler Straße 11                                                                                      |
| ja    | Datei hochladen | Landwirtschaftskammer für Kärnten HERIS-ID: 53957 Objekt-ID: 62070                                                     | Mießtaler Straße 6 Standort KG: Klagenfurt                    | Das mit Stilelementen der Wiener Secession geschmückte Gebäude wurde 1901 errichtet. | BDA-Hist.: Q38059259 Status: § 2a Stand der BDA-Liste: 2025-06-30 Name: Landwirtschaftskammer für Kärnten GstNr.: .1226 Klagenfurt, Mießtaler Straße 6                                                                                                |
| ja    | Datei hochladen | Konzerthaus (Musikvereinsgebäude) HERIS-ID: 53955 Objekt-ID: 62068                                                     | Mießtaler Straße 8 Standort KG: Klagenfurt                    | Der 1898 bis 1900 nach Plänen von L. Theyer errichtete historistische Bau wurde 1944 fast vollkommen zerstört, nur mehr ein Saal hat sich erhalten. Das heutige Gebäude wurde 1951/51 erbaut und 1994/95 nach Plänen von Eduard Egger aufgestockt. | BDA-Hist.: Q27516535 Status: Bescheid Stand der BDA-Liste: 2025-06-30 Name: Konzerthaus (Musikvereinsgebäude) GstNr.: 71/4 Konzerthaus Klagenfurt |
| ja    | Datei hochladen | Landesmuseum für Kärnten ("kärnten.museum") HERIS-ID: 53956 Objekt-ID: 62069                                           | Museumgasse 2 Standort KG: Klagenfurt                         | Der repräsentative palaisartige Bau wurde 1879–1883 von Gustav Gugitz in Stilformen der Neurenaissance errichtet. | BDA-Hist.: Q1550018 Status: Bescheid Stand der BDA-Liste: 2025-06-30 Name: Landesmuseum für Kärnten ("kärnten.museum") GstNr.: .141/1 Landesmuseum für Kärnten - main building                                                                        |
| ja    | Datei hochladen | Kammer für Land- und Forstwirtschaft HERIS-ID: 103273 Objekt-ID: 119747                                                | Museumgasse 5 Standort KG: Klagenfurt                         | Das von Gustav Gugitz geplante Gebäude wurde als Ackerbauschule unter Leitung des Architekten Wilhelm Heß 1876/77 errichtet und 1955 modernisiert. | BDA-Hist.: Q37796179 Status: § 2a Stand der BDA-Liste: 2025-06-30 Name: Kammer für Land- und Forstwirtschaft GstNr.: .141/2 Landwirtschaftskammer in Klagenfurt                                                                                       |
| ja    | Datei hochladen | Maria-Theresien-Denkmal HERIS-ID: 103076 Objekt-ID: 119532                                                             | Neuer Platz Standort KG: Klagenfurt                           | Das ursprüngliche Denkmal der Kaiserin Maria Theresia wurde 1765 von Balthasar Ferdinand Moll aus Hartblei geschaffen und ersetzte ein Reiterstandbild des Kaisers Leopold. Das erste Maria-Theresia-Denkmal wurde 1870 durch eine Bronzeplastik von Franz Pönninger ersetzt. Den Pilastersockel schuf Rudolf Bayer. 1972 versetzte man das Denkmal von der West- auf die Ostseite des Neuen Platzes. | BDA-Hist.: Q37793373 Status: § 2a Stand der BDA-Liste: 2025-06-30 Name: Maria-Theresien-Denkmal GstNr.: 777/51 Maria-Theresien-Denkmal, Klagenfurt |
| ja    | Datei hochladen | Lindwurmbrunnen HERIS-ID: 57750 Objekt-ID: 68042                                                                       | Neuer Platz Standort KG: Klagenfurt                           | Die monumentale steinerne Lindwurmfigur wurde Ende des 16. Jahrhunderts errichtet und im 17. um Brunnen, Herkulesstatue und Spätrenaissancegitter ergänzt. | BDA-Hist.: Q1826335 Status: § 2a Stand der BDA-Liste: 2025-06-30 Name: Lindwurmbrunnen GstNr.: 777/51 Lindwurmbrunnen |
| ja    | Datei hochladen | Rathaus HERIS-ID: 46259 Objekt-ID: 47988                                                                               | Neuer Platz 1 Standort KG: Klagenfurt                         | Das im Kern aus der Renaissance stammende Palais wurde mehrmals umgebaut. Besonders repräsentativ ist eine doppelläufige Stiege aus dem 16./17. Jahrhundert. | BDA-Hist.: Q1980372 Status: § 2a Stand der BDA-Liste: 2025-06-30 Name: Rathaus GstNr.: .427/2 Rathaus Klagenfurt |
| ja    | Datei hochladen | Kärntner Sparkasse HERIS-ID: 35690 Objekt-ID: 34487                                                                    | Neuer Platz 14 Standort KG: Klagenfurt                        | Das Gebäude der Kärntner Sparkasse wurde um 1625/30 errichtet. 1795/96 erfolgte ein Umbau und eine Neufassadierung. Im 20. Jahrhundert wurde das Haus um ein viertes Geschoß aufgestockt, das Dachgeschoß ausgebaut und das Gebäudeinnere weitgehend entkernt. Die Fassaden weisen eine Riesenpilasterordnung auf und sind mit Zopfornamentik aus dem Empire geschmückt. | BDA-Hist.: Q37966468 Status: Bescheid Stand der BDA-Liste: 2025-06-30 Name: Kärntner Sparkasse GstNr.: .434 Kärntner Sparkassa |
| ja    | Datei hochladen | Bürgerhaus, Wohn- und Geschäftshaus HERIS-ID: 35686 Objekt-ID: 34483                                                   | Neuer Platz 3 Standort KG: Klagenfurt                         | Das im 17. Jahrhundert errichtete mit seitlichen Erker und Durchgang Haus wurde nach dem Brand von 1777 neu fassadiert. Das Gebäude ist durch einen langgestreckten Gassentrakt mit dem Palais Goëß verbunden und diente als Goëß'scher Kasten als Speicher, später als Bibliothek. | BDA-Hist.: Q37966422 Status: Bescheid Stand der BDA-Liste: 2025-06-30 Name: Bürgerhaus, Wohn- und Geschäftshaus GstNr.: .320/2, .320/3, .320/4 Klagenfurt, Neuer Platz 3                                                                              |
| ja    | Datei hochladen | Wohn- und Geschäftshaus, Stadthaus HERIS-ID: 35687 Objekt-ID: 34484                                                    | Neuer Platz 4 Standort KG: Klagenfurt                         | Das im 17. Jahrhundert errichtete Gebäude mit Arkadenhof ist zum Teil erneuert. | BDA-Hist.: Q37966437 Status: Bescheid Stand der BDA-Liste: 2025-06-30 Name: Wohn- und Geschäftshaus, Stadthaus GstNr.: .312 Klagenfurt, Neuer Platz 4                                                                                                 |
| ja    | Datei hochladen | Stadtpalais Rainer-Hof HERIS-ID: 44761 Objekt-ID: 45611                                                                | Neuer Platz 6 Standort KG: Klagenfurt                         | Der Rainerhof ist eine 1885 bis 1887 von Friedrich Schachner erbaute, freistehende Anlage mit Pilasterordnung, Erkerbauten und turmartigen Aufsätzen. | BDA-Hist.: Q38010779 Status: Bescheid Stand der BDA-Liste: 2025-06-30 Name: Stadtpalais Rainer-Hof GstNr.: .309 Rainerhof, Klagenfurt |
| ja    | Datei hochladen | Bürgerhaus, Wohn- und Geschäftshaus, ehem. Tschernitz-Haus HERIS-ID: 35688 Objekt-ID: 34485                            | Neuer Platz 7 Standort KG: Klagenfurt                         | Das ehemalige Tschernitzhaus stammt im Kern aus dem 17. Jahrhundert. Im 18. Jahrhundert wurde es ausgebaut, das Portal mit reliefierter Rahmung entstand 1735. Alois Cargnelutti stockte das Gebäude 1837 auf und versah es mit einer neuen Fassade. Die Fassade besitzt eine Riesenpilasterordnung und ist am Architrav mit Edelweißblüten geschmückt. Im Inneren hat sich ein Arkadenhof aus den 17./19. Jahrhundert erhalten sowie im Erdgeschoß eine qualitätsvolle, um 1730 entstandene Stuckdecke. | BDA-Hist.: Q37966452 Status: Bescheid Stand der BDA-Liste: 2025-06-30 Name: Bürgerhaus, Wohn- und Geschäftshaus, ehem. Tschernitz-Haus GstNr.: .3 |
| ja    | Datei hochladen | Adler-Apotheke, Apotheke vorm Lindwurm HERIS-ID: 64892 Objekt-ID: 77667seit 2014                                       | Neuer Platz 9 Standort KG: Klagenfurt                         | Das im Kern aus dem 16. Jahrhundert stammende Gebäude wurde Anfang des 18. Jahrhunderts weitgehend erneuert, darauf geht die reiche Stuckdecke im – bemerkenswert eingerichteten – Apothekenraum zurück. | BDA-Hist.: Q38108551 Status: Bescheid Stand der BDA-Liste: 2025-06-30 Name: Adler-Apotheke, Apotheke vorm Lindwurm GstNr.: .1 Apotheke Neuer Platz Klagenfurt                                                                                         |
| ja BW | Datei hochladen | Bürgerhaus, Wohn- und Geschäftshaus HERIS-ID: 35691 Objekt-ID: 34488                                                   | Osterwitzgasse 6 Standort KG: Klagenfurt                      | Das an drei Seiten freistehende Haus mit Baukern aus dem 18. Jahrhundert wurde um 1840 mit einer schlichten Biedermeierfassade versehen. | BDA-Hist.: Q37966484 Status: Bescheid Stand der BDA-Liste: 2025-06-30 Name: Bürgerhaus, Wohn- und Geschäftshaus GstNr.: 5 Klagenfurt, Osterwitzgasse 6                                                                                                |
| ja    | Datei hochladen | Büro- und Geschäftshaus HERIS-ID: 35693 Objekt-ID: 34490                                                               | Paradeisergasse 12 Standort KG: Klagenfurt                    | Das um 1840 errichtete Haus mit Riesenpilastern versehenen Mittelrisalit und Dreiecksgiebel wurde 1958 um einen Stock erhöht. | BDA-Hist.: Q37966514 Status: Bescheid Stand der BDA-Liste: 2025-06-30 Name: Büro- und Geschäftshaus GstNr.: .39 Klagenfurt, Paradeisergasse 12 |
| ja    | Datei hochladen | Geschäftslokal, ehem. Tigerwirt HERIS-ID: 35692 Objekt-ID: 34489                                                       | Paradeisergasse 5 Standort KG: Klagenfurt                     | Das Haus besitzt eine Fassade aus dem 18. Jahrhundert mit Rundbogenportal und Eckarmierungen sowie im Inneren einen dreiseitigen Arkadenhof aus dem 17. Jahrhundert. | BDA-Hist.: Q37966499 Status: Bescheid Stand der BDA-Liste: 2025-06-30 Name: Geschäftslokal, ehem. Tigerwirt GstNr.: .7 Klagenfurt, Paradeisergasse 5                                                                                                  |
| ja    | Datei hochladen | Amtsgebäude HERIS-ID: 57753 Objekt-ID: 68046                                                                           | Pernhartgasse 4 Standort KG: Klagenfurt                       | Das Haus ist ein dreigeschoßiger Renaissancebau aus dem 17. Jahrhundert und wurde im 18. Jahrhundert erneuert. Das Rundbogenportal an der Nordseite ist mit einem Löwen und einem Greif in den Bogenzwickeln und einer Maske im Scheitel geschmückt. In der Nische über der Archivolte steht eine Heiligenfigur aus dem 18. Jahrhundert. Die südseitige Fassade gegen die Pernhartgasse wurde um 1840 erneuert. Der Innenhof besitzt nordseitig dreigeschoßige Arkaden. | BDA-Hist.: Q38078262 Status: § 2a Stand der BDA-Liste: 2025-06-30 Name: Amtsgebäude GstNr.: .426 Klagenfurt, Pernhartgasse 4 |
| ja    | Datei hochladen | Gurker Domkapitelhaus HERIS-ID: 53972 Objekt-ID: 62087                                                                 | Pernhartgasse 6 Standort KG: Klagenfurt                       | Das Haus des Gurker Domkapitels stammt im Kern aus dem 17. Jahrhundert und wurde 1745–1756 umgebaut. Das dreiseitig freistehende, dreigeschoßige Haus besitzt eine zweiteilige Pilasterfassade. Die Fensteraufsätze sind mit Stuckrocaillen geschmückt. Am Nordportal ist das Wappen des Gurker Domkapitels, am Südportal das des Propstes von Rechberg angebracht. Im Innenhof befinden sich an der Nordseite Arkaden und an der Südseite Doppelfenster aus der Renaissance. | BDA-Hist.: Q38059309 Status: § 2a Stand der BDA-Liste: 2025-06-30 Name: Gurker Domkapitelhaus GstNr.: .424 Gurker Domkapitelhaus in Klagenfurt |
| ja    | Datei hochladen | Wohn- und Bürohaus, Gutenberghaus HERIS-ID: 45916 Objekt-ID: 47453                                                     | Pernhartgasse 8 Standort KG: Klagenfurt                       | 1909/10 erbaute Eduard Avian nach Plänen von Franz Baumgartner das Gutenberghaus mit Einbeziehung des älteren Kerns des St. Pauler Hofes aus dem 16./17. Jahrhundert. Das repräsentative, an drei Seiten freistehende Wohn- und Geschäftshaus ist ein städtebaulich markanter Baukörper in altdeutschen Formen mit Eckloggia, Erkern und Giebeln. Das Wandbild stammt von L. Resch. Im Inneren hat sich ein Gewölbe aus dem 16. Jahrhundert erhalten. | BDA-Hist.: Q38018189 Status: Bescheid Stand der BDA-Liste: 2025-06-30 Name: Wohn- und Bürohaus, Gutenberghaus GstNr.: .417 Gutenberghaus in Klagenfurt                                                                                                |
| ja    | Datei hochladen | Amtsgebäude HERIS-ID: 53973 Objekt-ID: 62088                                                                           | Pernhartgasse 10 Standort KG: Klagenfurt                      | Das Haus ist ein dreigeschoßiger, traufständiger Bau aus der zweiten Hälfte des 17. Jahrhunderts mit Ortsteinquaderung und Gesimsgliederung. Das Korbbogenportal stammt vom Ende des 18. Jahrhunderts und besitzt ein um 1840 entstandenes Tor mit Beschlägen. | BDA-Hist.: Q38059319 Status: § 2a Stand der BDA-Liste: 2025-06-30 Name: Amtsgebäude GstNr.: .416 Klagenfurt, Pernhartgasse 10 |
| ja    | Datei hochladen | Gasthaus, ehem. Lindwurmstüberl, Zum Augustin HERIS-ID: 35694 Objekt-ID: 34491                                         | Pfarrhofgasse 2 Standort KG: Klagenfurt                       | Das Haus mit Kern aus dem 16. Jahrhundert wurde um 1720/1730 mit barocker Fassade versehen und war das ehemalige Offiziershaus von Glaunach. Die Rundbogenportal- und Fensterbekrönungen sind mit Bändern, Muscheln und Akanthus verziert. Im Flur befinden sich stark verwetzte Wandmalereien aus dem späten 16. Jahrhundert mit Tierdarstellungen. Der Innenhof ist mit zweigeschoßigen Arkaden ausgestattet. | BDA-Hist.: Q37966530 Status: Bescheid Stand der BDA-Liste: 2025-06-30 Name: Gasthaus, ehem. Lindwurmstüberl, Zum Augustin GstNr.: .344 Zum Augustin in Klagenfurt                                                                                     |
| ja    | Datei hochladen | Wohn- und Geschäftshaus HERIS-ID: 103401 Objekt-ID: 119895                                                             | Pfarrplatz 2 Standort KG: Klagenfurt                          | Das dreigeschoßige Haus ist am Rundbogenportal mit 1620 bezeichnet und besitzt im Erdgeschoß eine stichkappentonnengewölbter Halle sowie im kleinen Hof Säulenarkaden. | BDA-Hist.: Q37797121 Status: § 2a Stand der BDA-Liste: 2025-06-30 Name: Wohn- und Geschäftshaus GstNr.: .332 Pfarrplatz 2 (Klagenfurt) |
| ja    | Datei hochladen | Stadthauptpfarrkirche hl. Egid HERIS-ID: 46921 Objekt-ID: 49309                                                        | Pfarrplatz 7 Standort KG: Klagenfurt                          | Die barocke Emporenkirche mit mächtigem sechsgeschoßigen Westturm wurde ab 1692 errichtet; der Zwiebelhelm ist von 1733, die neobarocke Fassadengestaltung von Friedrich Schachner 1893. An den Außenwänden befinden sich zahlreiche Grabplatten vom 16. bis 18. Jahrhundert. Der klassizistische Hochaltar ist jünger als die barocken Altäre der acht Seitenkapellen. Eine Sakristei wurde von Ernst Fuchs zu einer Kapelle umgestaltet. | BDA-Hist.: Q2318042 Status: § 2a Stand der BDA-Liste: 2025-06-30 Name: Stadthauptpfarrkirche hl. Egid GstNr.: .349 Stadthauptpfarrkirche hl. Egid, Klagenfurt                                                                                         |
| ja    | Datei hochladen | Bundesgymnasium und Bundesrealgymnasium für Slowenen HERIS-ID: 53990 Objekt-ID: 62108                                  | Prof.-Janezic-Platz 1 Standort KG: Klagenfurt                 | Das Slowenische Bundesgymnasium wurde 1994/95 teilweise aufgestockt. In der Halle befindet sich eine 1976 von Valentin Oman geschaffene Darstellung der „Vision der Welt in der wir leben“. | BDA-Hist.: Q114827417 Status: Bescheid Stand der BDA-Liste: 2025-06-30 Name: Bundesgymnasium und Bundesrealgymnasium für Slowenen GstNr.: 1091/6 Bundesgymnasium für Slowenen                                                                         |
| ja    | Datei hochladen | Kapelle des Sanatoriums Maria Hilf HERIS-ID: 105281 Objekt-ID: 122250                                                  | Radetzkystraße 35 Standort KG: Klagenfurt                     | Die Kapelle des Privatsanatoriums Maria Hilf wurde 1979/80 als freistehender polygonaler Zentralraum mit Zeltdach, auf vier Betonstützen stehend und einem Verbindungsgang zum Sanatorium nach Plänen von Clemens Holzmeister errichtet. | BDA-Hist.: Q37804974 Status: Bescheid Stand der BDA-Liste: 2025-06-30 Name: Kapelle des Sanatoriums Maria Hilf GstNr.: 726/3 Klagenfurt, Kapelle des Sanatoriums Maria Hilf                                                                           |
| ja    | Datei hochladen | Villa Arlt HERIS-ID: 103485 Objekt-ID: 119985                                                                          | Radetzkystraße 37 Standort KG: Klagenfurt                     | Die Villa Artl wurde 1913/14 von C. Polz und A. Missoni in schlichten Heimatstil-Formen erbaut. | BDA-Hist.: Q37797318 Status: § 2a Stand der BDA-Liste: 2025-06-30 Name: Villa Arlt GstNr.: .1518 Klagenfurt, Radetzkystraße 37 |
| ja    | Datei hochladen | Bürgerhaus, Biedermeierhaus HERIS-ID: 35702 Objekt-ID: 34500                                                           | Raiffeisenplatz 2 Standort KG: Klagenfurt                     | Das 1811 im Stöckltypus errichtete zweigeschoßige, kubische Wohnhaus mit Walmdach weist Pilastergliederung und Rosettenschmuck in den Fensterparapeten auf. Anmerkung: Identadresse St. Veiter Ring 55 | BDA-Hist.: Q37966652 Status: Bescheid Stand der BDA-Liste: 2025-06-30 Name: Bürgerhaus, Biedermeierhaus GstNr.: .845/1 St. Veiter Ring 55, Klagenfurt                                                                                                 |
| ja    | Datei hochladen | Kulturzentrum „Europahaus“ HERIS-ID: 53941 Objekt-ID: 62046                                                            | Reitschulgasse 4 Standort KG: Klagenfurt                      | Das zweigeschoßige palaisartige Haus mit hohem Walmdach und mittlerer Doppelachse mit Rundbogentor stammt im Kern aus dem 18. Jahrhundert und wurde im dritten Viertel des 19. Jahrhunderts an der Fassade erneuert. In den Grundmauern haben sich Reste der Nordwestbastei der Stadtbefestigung erhalten. | BDA-Hist.: Q38059179 Status: § 2a Stand der BDA-Liste: 2025-06-30 Name: Kulturzentrum „Europahaus“ GstNr.: 177 Klagenfurt, Reitschulgasse 4 |
| ja    | Datei hochladen | Volksschule „Festung“ HERIS-ID: 54024 Objekt-ID: 62147                                                                 | Richard-Wagner-Straße 20 Standort KG: Klagenfurt              | Die heutige Volksschule „Festung“ wurde 1848–1850 als Defensionskaserne nach Plänen von Domenico Venchiarutti errichtet. Bereits 1856 wurde sie zum Waisenhaus umgebaut und der Wall eingeebnet. Das Gebäude ist eine vierseitige Anlage mit Hof und zwei Ecktürmen. Reste des Walls und des Grabens wurden bei der Revitalisierung wiederhergestellt. | BDA-Hist.: Q38059504 Status: § 2a Stand der BDA-Liste: 2025-06-30 Name: Volksschule "Festung " GstNr.: .648 |
| ja    | Datei hochladen | Knabenseminar Marianum HERIS-ID: 44622 Objekt-ID: 45453                                                                | Rudolfsbahngürtel 2 Standort KG: Klagenfurt                   | Das Marianum wurde 1887–1889 unter Bischof Josef Kahn erbaut und unter Bischof Balthasar Kaltner erweitert. Der Bau der Kapelle erfolgte 1923/24 unter Bischof Adam Hefter. 1956 veränderte man den Osttakt und gestaltete den Festsaal neu. Die Kapelle wird von Pilastern und Rundbogenfenstern gegliedert. Im Inneren zeigt sich die Kapelle als saalartiger Raum in konservativen Neorenaissance-Formen. Die Kassettendecke ist mit Stuckrosetten geschmückt. Die Fresken aus der Marienlegende im Chor und an der Triumphbogenwand malte 1923 Switbert Lobisser, von dem auch das 1929 geschaffene Hauptaltarbild einer Maria mit Kind und die Anbetungsgruppe stammen. Im Langhaus hängen Leinwandbilder aus der Passion Christi. | BDA-Hist.: Q38010291 Status: Bescheid Stand der BDA-Liste: 2025-06-30 Name: Knabenseminar Marianum GstNr.: .989 |
| ja    | Datei hochladen | Bürgerhaus, Wohnhaus, Eckhaus HERIS-ID: 45241 Objekt-ID: 46165                                                         | Salmstraße 2 Standort KG: Klagenfurt                          | Das um 1650 errichtete Haus war über 200 Jahre der Sitz eines Hufschmieds. Der ehemaligen überwölbten Werkstatträume in der Westfront des Erdgeschoßes sind zum größten Teil erhalten. Die beiden Obergeschoße wurde 1851 hinzugefügt, die Nordfassade 1868 neu gestaltet. | BDA-Hist.: Q38014490 Status: Bescheid Stand der BDA-Liste: 2025-06-30 Name: Bürgerhaus, Wohnhaus, Eckhaus GstNr.: .164 Klagenfurt, Salmstraße 2 |
| ja    | Datei hochladen | Bürgerhaus, Wohnhaus HERIS-ID: 45242 Objekt-ID: 46166                                                                  | Salmstraße 4 Standort KG: Klagenfurt                          | Das viergeschoßige Wohnhaus wurde 1868 errichtet. Das Gebäude mit einheitlich rustizierter Fassade besitzt in der westlichsten Achse ein Portal mit vergitterter Oberlichte und Türflügeln aus der Erbauungszeit. | BDA-Hist.: Q38014501 Status: Bescheid Stand der BDA-Liste: 2025-06-30 Name: Bürgerhaus, Wohnhaus GstNr.: .165 Salmstraße 4 (Klagenfurt) |
| ja    | Datei hochladen | Bürgerhaus, Wohnhaus, Mitsche-Haus HERIS-ID: 45243 Objekt-ID: 46167                                                    | Salmstraße 6 Standort KG: Klagenfurt                          | Das dreigeschoßige, traufständige Wohnhaus mit turmartig überhöhten Eckrisalit wurde 1867/68 errichtet. Bis 1889 dienten die mächtigen tonnenüberwölbten Kellerräume als Eiskeller des Brauhauses „Kardinalsplatz Nr. 5“. | BDA-Hist.: Q38014511 Status: Bescheid Stand der BDA-Liste: 2025-06-30 Name: Bürgerhaus, Wohnhaus, Mitsche-Haus GstNr.: .166/4 Mitsche-Haus in Klagenfurt                                                                                              |
| ja    | Datei hochladen | Teil der ehem. Stadtbefestigung (Stadtmauer und Stadtgraben) HERIS-ID: 111748 Objekt-ID: 129757seit 2012               | bei Sandwirtgasse 10 Standort KG: Klagenfurt                  | Hier sind Teile der im 16. Jahrhundert errichteten und sonst weitgehend von den Franzosen 1809/10 gesprengten Stadtbefestigung erhalten. | BDA-Hist.: Q64765240 Status: Bescheid Stand der BDA-Liste: 2025-06-30 Name: Teil der ehem. Stadtbefestigung (Stadtmauer und Stadtgraben) GstNr.: 120 Stadtbefestigung Klagenfurt                                                                      |
| ja    | Datei hochladen | Fluderbrunnen HERIS-ID: 103123 Objekt-ID: 119581                                                                       | Schillerstraße Standort KG: Klagenfurt                        | Der 1859 von Domenico Venchiarutti errichtete Flunderbrunnen stand ursprünglich vor dem Haus Theaterplatz 3, wo er 1971 abgetragen wurde und 1984/85 im Schillerpark wieder aufgestellt wurde. | BDA-Hist.: Q37793516 Status: § 2a Stand der BDA-Liste: 2025-06-30 Name: Fluderbrunnen GstNr.: 150/1 Fluderbrunnen, Klagenfurt |
| ja    | Datei hochladen | Wohnhaus, ehem. Vereinsgebäude d. Klagenfurter Eislaufvereins Wörthersee HERIS-ID: 68097 Objekt-ID: 81094              | Schmalzberglweg 13 Standort KG: Klagenfurt                    | | BDA-Hist.: Q38118554 Status: Bescheid Stand der BDA-Liste: 2025-06-30 Name: Wohnhaus, ehem. Vereinsgebäude d. Klagenfurter Eislaufvereins Wörthersee GstNr.: .1782/1                                                                                  |
| ja    | Datei hochladen | Nixen- oder Undinenbrunnen HERIS-ID: 103124 Objekt-ID: 119582                                                          | Schubertpark Standort KG: Klagenfurt                          | Der Nixen- oder Undinenbrunnen wurde 1935 durch Carl Langler errichtet und mit Marmorfiguren von Josef Kassin versehen. In einer Natursteingrottennische sind die Figuren eines Wassergeistes und einer Nymphe aufgestellt. Ursprünglich im Schillerpark aufgestellt wurde der Brunnen 1947 in den Schubertpark versetzt. | BDA-Hist.: Q37793538 Status: § 2a Stand der BDA-Liste: 2025-06-30 Name: Nixen- oder Undinenbrunnen GstNr.: 184 Nymphenbrunnen im Schubertpark Klagenfurt                                                                                              |
| ja    | Datei hochladen | Wilfan-Denkmal HERIS-ID: 103125 Objekt-ID: 119583                                                                      | Schubertpark Standort KG: Klagenfurt                          | Das Wilfan-Denkmal besteht aus einer Steinbüste über einen Steinsockel. Das 1938 von Carl Langer geschaffene Denkmal ehrt Franz Wilfan, den Obmann des Verschönerungsvereins. | BDA-Hist.: Q37793594 Status: § 2a Stand der BDA-Liste: 2025-06-30 Name: Wilfan-Denkmal GstNr.: 184 Klagenfurt, Wilfan-Denkmal |
| ja    | Datei hochladen | Franz-Schubert-Denkmal HERIS-ID: 103126 Objekt-ID: 119584                                                              | Schubertpark Standort KG: Klagenfurt                          | Das Schubertdenkmal besteht aus einem weißen Marmorsockel und einem Bronzemedaillon mit Profilbild von Franz Schubert, welches 1935 Robert Pfeffer schuf. | BDA-Hist.: Q37793818 Status: § 2a Stand der BDA-Liste: 2025-06-30 Name: Franz-Schubert-Denkmal GstNr.: 184 Schubertdenkmal Klagenfurt |
| ja    | Datei hochladen | Herbertstöckl HERIS-ID: 35697 Objekt-ID: 34495                                                                         | St. Veiter Ring 1 Standort KG: Klagenfurt                     | Das Herbertstöckl wurde im 17. Jahrhundert erbaut und zum Beginn des 19. Jahrhunderts erneuert und fassadiert. Der Salon im ersten Obergeschoß ist mit fünf Grisaillen ausgestattet, die dem Direktor der Wiener Akademie Caspar Franz Sambach zugeschrieben werden. In den Nischen befinden sich vier Plastiken von L. Grossi. Das schmiedeeiserne spätbarocke Gartenportal wurde 1994/95 restauriert. | BDA-Hist.: Q37966560 Status: Bescheid Stand der BDA-Liste: 2025-06-30 Name: Herbertstöckl GstNr.: .727/1 Klagenfurt, Herbertstöckl |
| ja    | Datei hochladen | Napoleonstadel (Haus der Architektur) HERIS-ID: 57751 Objekt-ID: 68043                                                 | St. Veiter Ring 10 Standort KG: Klagenfurt                    | Der Napoleonstadl wurde 1847 von Alois Cargnelutti als „magistatliches Markthütten-Depositorium“ errichtet. Der ebenerdige Bau mit Walmdach und Blendarkdatur mit Lunettenfenstern wurde 1992 von Marta und Wolfgang Gärtner zu einem Ausstellungsgebäude umgestaltet und dient heute als Haus der Architektur. | BDA-Hist.: Q38078248 Status: § 2a Stand der BDA-Liste: 2025-06-30 Name: Napoleonstadel (Haus der Architektur) GstNr.: .379 Napoleonstadel, Klagenfurt                                                                                                 |
| ja    | Datei hochladen | Gasthaus Zum weißen Roß HERIS-ID: 35699 Objekt-ID: 34497                                                               | St. Veiter Ring 19 Standort KG: Klagenfurt                    | Das „Weiße Roß“ ist ein stattlicher zweigeschoßiger Barockbau aus dem späten 18. Jahrhundert mit Walmdach, Pilastergliederung und gut erhaltenem Fassadendekor. | BDA-Hist.: Q37966592 Status: Bescheid Stand der BDA-Liste: 2025-06-30 Name: Gasthaus Zum weißen Roß GstNr.: .758 St. Veiter Ring 19, Klagenfurt |
| ja    | Datei hochladen | Bürgerhaus, Wohnhaus HERIS-ID: 35700 Objekt-ID: 34498                                                                  | St. Veiter Ring 27 Standort KG: Klagenfurt                    | Das Haus ist ein dreigeschoßiger Bau aus dem zweiten Viertel des 19. Jahrhunderts mit repräsentativer klassizistischer Fassadengliederung. Die zweiachsigen Risalite werden durch Kolossalpilaster gegliedert und durch Dreiecksgiebel bekrönt. Die Korbbogenportale werden durch Lisenen gerahmt. | BDA-Hist.: Q37966608 Status: Bescheid Stand der BDA-Liste: 2025-06-30 Name: Bürgerhaus, Wohnhaus GstNr.: .764/1 Klagenfurt, St. Veiter Ring 27 |
| ja    | Datei hochladen | Haus Weiße Rose HERIS-ID: 35698 Objekt-ID: 34496                                                                       | St. Veiter Ring 5 Standort KG: Klagenfurt                     | Das Haus ist ein kubischer, zweigeschoßiger Biedermeier-Bau der dem zweiten Viertel des 19. Jahrhunderts mit Walmdach und Pilasterordnung. | BDA-Hist.: Q37966576 Status: Bescheid Stand der BDA-Liste: 2025-06-30 Name: Haus Weiße Rose GstNr.: .746/2 Klagenfurt, St. Veiter Ring 5 |
| ja    | Datei hochladen | Bürgerhaus, Wohnhaus HERIS-ID: 35701 Objekt-ID: 34499                                                                  | St. Veiter Ring 51 Standort KG: Klagenfurt                    | Der stattliche dreigeschoßige, siebenachsige Bau vom Ende des 18. Jahrhunderts weist mit seiner Nutung, dem Mittelportal und den Kolossalpilastern eine palaisartige Gliederung auf. Die Fassade ist mit Blüten und Zopfornamentik geschmückt, die Rinnenkessel sind in der Form von Nixen gearbeitet. | BDA-Hist.: Q37966623 Status: Bescheid Stand der BDA-Liste: 2025-06-30 Name: Bürgerhaus, Wohnhaus GstNr.: .835/1 St. Veiter Ring 51, Klagenfurt |
| ja    | Datei hochladen | Landeskrankenhaus Klagenfurt – Ausbildungszentrum/Krankenpflegeschule HERIS-ID: 44462 Objekt-ID: 45276                 | St. Veiter Straße 47 Standort KG: Klagenfurt                  | Das Gebäude wurde 1894–1896 nach Plänen des Architekten Kuno Waidmann erbaut. Das repräsentative, zweigeschoßige Gebäude steht am Kreuzungspunkt der beiden Haupterschließungsachsen des Krankenhausgeländes. Die dominante Ostfassade bildet den Schlusspunkt der vom Haupteingang an der St. Veiter Straße nach Westen verlaufenden Sichtachse. Der späthistoristische Bau über streng symmetrischer Grundrissdisposition besitzt einen markanten dreiachsigen Mittelrisalit und zwei seicht zweiachsige Seitenrisalite. Im Obergeschoß befindet sich ein 1975–1985 von Franz Weiss gestalteter Kapellenraum mit dreiflügeligen Altarbild. Die Wandgestaltung im Wartebereich des Zubaus der Chirurgie stammt von Suse Krawagna. Das Ausbildungszentrum wurde 1964–1968 nach Plänen von Otto Baurecht, Ernst Hildebrand und Martin Esterl errichtet. Die Betonreliefs in der Pausenhalle gestaltete 1965–1967 Hans Bischoffshausen. | BDA-Hist.: Q38009101 Status: Bescheid Stand der BDA-Liste: 2025-06-30 Name: Landeskrankenhaus Klagenfurt – Ausbildungszentrum/Krankenpflegeschule GstNr.: 236/5, 236/2 Klagenfurt, St. Veiter Straße 47                                               |
| ja    | Datei hochladen | Bürgerhaus, ehem. Villachertor (Stadttor) HERIS-ID: 35705 Objekt-ID: 34503                                             | Stauderplatz 3 Standort KG: Klagenfurt                        | Das zweigeschoßige Haus mit klassizistischer Fassade wurde um 1815 an die Westseite des ehemaligen Villacher Tores angebaut. An der Westseite des Gebäudes haben sich Reste des ehemaligen Villacher Tores, der Stadtmauer sowie ein Torlöwe aus dem vierten Viertel des 16. Jahrhunderts erhalten. | BDA-Hist.: Q37966675 Status: Bescheid Stand der BDA-Liste: 2025-06-30 Name: Bürgerhaus, ehem. Villachertor (Stadttor) GstNr.: .409 Klagenfurt, Stauderplatz 3                                                                                         |
| ja    | Datei hochladen | Bürgerhaus, Wohnhaus HERIS-ID: 46725 Objekt-ID: 48859                                                                  | Stauderplatz 5a Standort KG: Klagenfurt                       | Das Wohnhaus wurde in der ersten Hälfte des 19. Jahrhunderts auf der ehemaligen neuzeitlichen Stadtbefestigung errichtet. Bei dem ehemaligen Villacher Tor hat sich ein Zinnenrest aus dem 16. Jahrhundert erhalten. Ein Pylon mit Blattwerk ist mit „ES 1598“ bezeichnet. | BDA-Hist.: Q38023236 Status: Bescheid Stand der BDA-Liste: 2025-06-30 Name: Bürgerhaus, Wohnhaus GstNr.: .412, .410, 147, .409 |
| ja    | Datei hochladen | Stauderhaus HERIS-ID: 53974 Objekt-ID: 62089                                                                           | Stauderplatz 8 Standort KG: Klagenfurt                        | Das Stauderhaus wurde 1909 nach Plänen von Franz Baumgartner und Georg Horčička errichtet. Der nach drei Seiten freistehende Bau im Heimatstil besitzt eine reiche Fassadengliederung und eine markante Silhouettengestaltung. | BDA-Hist.: Q38059329 Status: Bescheid Stand der BDA-Liste: 2025-06-30 Name: Stauderhaus GstNr.: .415 Stauderhaus, Klagenfurt |
| ja    | Datei hochladen | Post- u. Telegraphendirektion für Kärnten HERIS-ID: 46598 Objekt-ID: 48712                                             | Sterneckstraße 19 Standort KG: Klagenfurt                     | Das dreigeschoßige Gebäude über V-förmigen Grundriss mit Eck- und Mittelrisaliten und schlichter neoklassizistischer Gliederung wurde 1912 von Georg Horčička erbaut. | BDA-Hist.: Q38022816 Status: Bescheid Stand der BDA-Liste: 2025-06-30 Name: Post- u. Telegraphendirektion für Kärnten GstNr.: .1522 Klagenfurt, Sterneckstraße 19                                                                                     |
| ja    | Datei hochladen | Ehem. Verlags- und Druckereigebäude „Volkswille“ HERIS-ID: 46140 Objekt-ID: 47820                                      | Südbahngürtel 24 Standort KG: Klagenfurt                      | Das ehemalige Verlags- und Druckereigebäude „Volkswille“ wurde 1949 von Margarete Schütte-Lihotzky errichtet und setzt sich aus ein- und zweigeschoßige Baukörper über unregelmäßig winkelförmigen Grundriss zusammen. | BDA-Hist.: Q19971526 Status: Bescheid Stand der BDA-Liste: 2025-06-30 Name: Ehem. Verlags- u. Druckereigebäude „Volkswille“ GstNr.: .1038/4 |
| ja    | Datei hochladen | Christkönigkirche mit Ummauerung und integr. Marienfigur HERIS-ID: 54034 Objekt-ID: 62158                              | Tarviser Straße 30 Standort KG: Klagenfurt                    | Die 1931/32 von Karl Holey erbaute Kirche ist ein einfschiffiger turmloser Saalbau mit Westfassade aus grünem Chloritschiefermauerwerk. Der Hochaltar von 1675 stammt aus der ehemaligen Bürgerspitalskirche St. Veit an der Glan. Die vier Seitenaltäre sind Reliefarbeiten von Wilhelm Bormann aus gebranntem und glasiertem Ton. | BDA-Hist.: Q1083933 Status: § 2a Stand der BDA-Liste: 2025-06-30 Name: Christkönigkirche mit Ummauerung und integr. Marienfigur GstNr.: 676/2 Christkönigskirche, Klagenfurt                                                                          |
| ja    | Datei hochladen | Priesterseminar und Diözesanhaus HERIS-ID: 54033 Objekt-ID: 62157                                                      | Tarviser Straße 30 Standort KG: Klagenfurt                    | Das Gebäude wurde 1931/32 von Karl Holey als Priesterseminar errichtet. /> | BDA-Hist.: Q38059512 Status: § 2a Stand der BDA-Liste: 2025-06-30 Name: Priesterseminar und Diözesanhaus GstNr.: 676/2 |
| ja    | Datei hochladen | Delphin- oder Puttibrunnen HERIS-ID: 103154 Objekt-ID: 119614                                                          | Theatergasse Standort KG: Klagenfurt                          | Die beiden Putti mit Delfinen inmitten des flachen Beckens schuf 1929 Josef Valentin Kassin. | BDA-Hist.: Q37794887 Status: § 2a Stand der BDA-Liste: 2025-06-30 Name: Delphin- oder Puttibrunnen GstNr.: 777/105 Delphinbrunnen Klagenfurt |
| ja    | Datei hochladen | Anlage Bürgerhaus HERIS-ID: 113854seit 2024                                                                            | Theaterplatz 2 Standort KG: Klagenfurt                        | | BDA-Hist.: Q126122359 Status: Bescheid Stand der BDA-Liste: 2025-06-30 Name: Anlage Bürgerhaus GstNr.: 174 Theaterplatz 2 (Klagenfurt) |
| ja    | Datei hochladen | Bürgerhaus, ehem. Kleinmayrhaus, Haus der Begegnung HERIS-ID: 35707 Objekt-ID: 34505                                   | Theaterplatz 3 Standort KG: Klagenfurt                        | Das ehemalige Kleinmayerhaus wurde 1830 vom friulanischen Baumeister Christoph Cragnolino erbaut. Der zweigeschoßige, palaisartige Bau mit Walmdach und klassizistischer Gliederung besitzt an der Westfassade Reliefs von J. Einspinner. | BDA-Hist.: Q37966700 Status: Bescheid Stand der BDA-Liste: 2025-06-30 Name: Bürgerhaus, ehem. Kleinmayrhaus, Haus der Begegnung GstNr.: 177 Stadthaus Klagenfurt                                                                                      |
| ja    | Datei hochladen | Teile der ehem. Stadtbefestigung HERIS-ID: 103155 Objekt-ID: 119615                                                    | bei Theaterplatz 3 Standort KG: Klagenfurt                    | Hier sind Teile der im 16. Jahrhundert errichteten und sonst weitgehend von den Franzosen 1809/10 gesprengten Stadtbefestigung erhalten. | BDA-Hist.: Q64765238 Status: § 2a Stand der BDA-Liste: 2025-06-30 Name: Teile der ehem. Stadtbefestigung GstNr.: 177 Stadtbefestigung Klagenfurt |
| ja    | Datei hochladen | Jubiläums-Stadttheater HERIS-ID: 53943 Objekt-ID: 62048                                                                | Theaterplatz 4 Standort KG: Klagenfurt                        | Das pavillonartige Jugendstilgebäude mit figuralem Skulpturenschmuck und repräsentativ ausgestattetem Inneren wurde 1908–1910 erbaut und 1996 durch Günther Domenig um einen Anbau erweitert. | BDA-Hist.: Q872374 Status: § 2a Stand der BDA-Liste: 2025-06-30 Name: Jubiläums-Stadttheater GstNr.: .1462 Stadttheater Klagenfurt |
| ja    | Datei hochladen | Stadtpalais Fugger-Voikffy/Milesi HERIS-ID: 21221 Objekt-ID: 17539                                                     | Theaterplatz 5 Standort KG: Klagenfurt                        | Das heutige Palais Fugger wurde von Fürst Karl Fugger von Babenhausen für seine Tochter Paula Gräfin Vojkffy in Auftrag gegeben. Das 1886 erbaute Palais in strenghistoristischen Formen wurde nach Plänen von Wilhelm Hess errichtet. Gräfin Vojkffy verstarb im August 1886, sodass das Palais unvollendet blieb und verkauft wurde. Es wurde von der Familie von Milesi erworben und war seitdem als „Haus Milesi“ bekannt. Letzter Bewohner aus dieser Familie war Richard von Milesi. | BDA-Hist.: Q37860208 Status: Bescheid Stand der BDA-Liste: 2025-06-30 Name: Stadtpalais Fugger-Voikffy/Milesi GstNr.: 159/1 Klagenfurt, Theaterplatz 5                                                                                                |
| ja    | Datei hochladen | Enzenbergdenkmal HERIS-ID: 103163 Objekt-ID: 119623                                                                    | Ursulinengasse Standort KG: Klagenfurt                        | Denkmal für Franz Joseph Reichsgraf von Enzenberg zum Freyen- und Jöchelsthurm (1747–1821), Präsident des Appellationsgerichts in Klagenfurt, von dem aus Mauthen gebürtigen Bildhauer Jakob Wald (1860–1903) auf Marmorsockel geschaffene Bronzebüste, enthüllt am 2. Oktober 1894, restauriert 1986. | BDA-Hist.: Q37794915 Status: § 2a Stand der BDA-Liste: 2025-06-30 Name: Enzenbergdenkmal GstNr.: 777/117 Bust for Franz Josef Count of Enzenberg, Klagenfurt                                                                                          |
| ja    | Datei hochladen | Ursulinenkloster mit Schule, Ummauerung und Lourdeskapelle HERIS-ID: 53945 Objekt-ID: 62052                            | Ursulinengasse 1, 3 Standort KG: Klagenfurt                   | Das Ursulinenkonvent wurde 1674 bis 1783 unter Einbindung der bestehenden Heiligengeistkirche als zweigeschoßiger, längsrechteckiger Baukomplex mit Innenhof errichtet. Im zweiten Drittel des 18. Jahrhunderts wurde der Hofquertrakt und das zweite Obergeschoß des Südosttraktes hinzugefügt. Im 19. Jahrhundert wurden die übrigen Trakte um ein Geschoß erhöht. Die schlichte straßenseitige Fassade entstand um 1800, die Gartenfassaden mit Architekturmalerei Ende des 17. Jahrhunderts. Die zweigeschoßigen Arkaden an der Westseite des Westhofes wurden um 1700 hinzugefügt. Domenico Venchiarutti erbaute 1845/46 den als Lourdes-Kapelle verwendeten freistehenden, klassizistischen Kapellenbau im Klostergarten. 1900/01 errichtete man das Schulgebäude in späthistoristischen Stilformen. | BDA-Hist.: Q38059203 Status: § 2a Stand der BDA-Liste: 2025-06-30 Name: Ursulinenkloster mit Schule, Ummauerung und Lourdeskapelle GstNr.: 155, 156, 157, .394 Ursulinenkloster Klagenfurt                                                            |
| ja    | Datei hochladen | Villa HERIS-ID: 110817 Objekt-ID: 128569                                                                               | Viktringer Ring 15 Standort KG: Klagenfurt                    | Das ehemalige italienische Konsulat ist ein zweigeschoßiges, repräsentatives Eckhaus in strenghistoristischen Formen aus dem letzten Viertel des 19. Jahrhunderts. | BDA-Hist.: Q37820884 Status: Bescheid Stand der BDA-Liste: 2025-06-30 Name: Villa GstNr.: 473/1 Klagenfurt, Viktringer Ring 15 |
| ja    | Datei hochladen | Pädagogisches Institut des Bundes und Stadtmauerrest HERIS-ID: 40526 Objekt-ID: 40474                                  | Viktringer Ring 30 Standort KG: Klagenfurt                    | Das Gebäude ist eine dreigeschoßige, symmetrische Anlage mit Gliederung in strenghistoristischen Formen aus dem letzten Viertel des 19. Jahrhunderts. | BDA-Hist.: Q37995177 Status: Bescheid Stand der BDA-Liste: 2025-06-30 Name: Pädagogisches Institut des Bundes und Stadtmauerrest GstNr.: .951 Klagenfurt, Viktringer Ring 30                                                                          |
| ja    | Datei hochladen | Wohnhaus samt Wirtschaftsgebäude, Wegkapelle und Gartenmauer HERIS-ID: 44235 Objekt-ID: 44988                          | Villacher Ring 11 Standort KG: Klagenfurt                     | Die klassizistische, dreigeschoßige Villa wurde 1855/56 von Domenico Venchiarutti erbaut. Zum Anwesen gehören auch eine Wegkapelle und ein 1849 errichtetes Nebengebäude. | BDA-Hist.: Q38007692 Status: Bescheid Stand der BDA-Liste: 2025-06-30 Name: Wohnhaus samt Wirtschaftsgebäude, Wegkapelle und Gartenmauer GstNr.: .617 Klagenfurt, Villacher Ring 11                                                                   |
| ja    | Datei hochladen | Bürgerhaus, Sichl-Egger-Haus HERIS-ID: 35710 Objekt-ID: 34508                                                          | Villacher Ring 31 Standort KG: Klagenfurt                     | Das Sichl-Egger-Haus ist ein 1842 von Domenico Venchiarutti errichteter spätklassizistischer, kubischer Bau. Der flache, übergiebelte Mittelrisalit besitzt einen Balkon. In der seitlichen Mauer ein Einfahrtsportal. | BDA-Hist.: Q37966711 Status: Bescheid Stand der BDA-Liste: 2025-06-30 Name: Bürgerhaus, Sichl-Egger-Haus GstNr.: .703/2, .703/1 Sichl-Egger-Haus in Klagenfurt                                                                                        |
| ja    | Datei hochladen | Bürgerhaus, Wohnhaus HERIS-ID: 39542 Objekt-ID: 39308                                                                  | Villacher Ring 39 Standort KG: Klagenfurt                     | Das um 1880 erbaute, palaisartige Haus mit Mansard-Walmdach zeigt eine strenghistoristische Gliederung in Neorenaissance-Formen. Der zweigeschoßige Anbau im Nordwesten stammt vom Anfang des 20. Jahrhunderts. Über dem Sockel besitzt das Erdgeschoß eine kräftig rustizierende Fassade. Das Obergeschoß wird durch Kordon-, verkröpftes Sohlbank- sowie Kranzgesims mit Zahnschnittfries in horizontale Wandflächen gegliedert. Die Erdgeschoßräume haben teilweise Platzlgewölbe. Die einachsige Passage entlang der straßenseitigen Außenmauer wurde erst 1987 angelegt. | BDA-Hist.: Q37989949 Status: Bescheid Stand der BDA-Liste: 2025-06-30 Name: Bürgerhaus, Wohnhaus GstNr.: .709 Klagenfurt, Villacher Ring 39 |
| ja    | Datei hochladen | Bürgerhaus, Wohn- und Geschäftshaus HERIS-ID: 35711 Objekt-ID: 34509                                                   | Villacher Straße 4 Standort KG: Klagenfurt                    | Das um 1840 erbaute Haus im klassizistischen Stil weist Eckarmierungen und über den Fenstern des Hauptgeschoßes Dreiecksgiebel auf. | BDA-Hist.: Q37966722 Status: Bescheid Stand der BDA-Liste: 2025-06-30 Name: Bürgerhaus, Wohn- und Geschäftshaus GstNr.: .406/2 Klagenfurt, Villacher Straße 4                                                                                         |
| ja    | Datei hochladen | Bürgerhaus HERIS-ID: 35712 Objekt-ID: 34510                                                                            | Villacher Straße 6 Standort KG: Klagenfurt                    | Der um 1840 errichtete viergeschoßige Bau mit klassizistischer Fassade wird Domenico Venchiarutti zugeschrieben. Die Balkone besitzen schmiedeeiserne Gitter, das Fries zeigt das Motiv des Laufenden Hundes. | BDA-Hist.: Q37966736 Status: Bescheid Stand der BDA-Liste: 2025-06-30 Name: Bürgerhaus GstNr.: .408/1 Klagenfurt, Villacher Straße 6 |
| ja    | Datei hochladen | Dorotheum HERIS-ID: 35713 Objekt-ID: 34511                                                                             | Villacher Straße 8 Standort KG: Klagenfurt                    | Der dreigeschoßige blockhafte Bau über U-förmigen Grundriss wurde um 1830 von Domenico Venchiarutti erbaut. Der von ionischen Pilastern gerahmte Mittelteil der Südfassade besitzt ein Steinportal sowie einen Balkon. Am Traufgesims befindet sich ein Mäanderband. | BDA-Hist.: Q37966747 Status: Bescheid Stand der BDA-Liste: 2025-06-30 Name: Dorotheum GstNr.: .407 Dorotheum Klagenfurt |
| ja    | Datei hochladen | Wulfendenkmal HERIS-ID: 103173 Objekt-ID: 119633                                                                       | Völkermarkter Ring Standort KG: Klagenfurt                    | Das Wulfen-Denkmal von 1838 besteht aus der ehemaligen Grabplatte des Franz Xaver von Wulfen. | BDA-Hist.: Q37795014 Status: § 2a Stand der BDA-Liste: 2025-06-30 Name: Wulfendenkmal GstNr.: 471/1 Klagenfurt, Wulfen-Denkmal |
| ja    | Datei hochladen | Amalienhof HERIS-ID: 46079 Objekt-ID: 47728                                                                            | Völkermarkter Ring 23 Standort KG: Klagenfurt                 | Der 1899 von Anton Bierbaum errichtete Amalienhof ist ein dreigeschoßiger späthistoristischer Bau mit horizontaler Fassadengliederung, Ädikulaportal und einem von einer Haube bekrönten Eckerker. | BDA-Hist.: Q38019163 Status: Bescheid Stand der BDA-Liste: 2025-06-30 Name: Amalienhof GstNr.: .1171 Amalien-Hof in Klagenfurt |
| ja    | Datei hochladen | Druck- und Verlagshaus Carinthia HERIS-ID: 53996 Objekt-ID: 62115                                                      | Völkermarkter Ring 25 Standort KG: Klagenfurt                 | Das Verlagshaus Carinthia ist ein 1893 errichteter Bau mit strenghistoristischer Gliederung in Neorenaissanceformen und mittlerem Attikaaufsatz. | BDA-Hist.: Q38059419 Status: Bescheid Stand der BDA-Liste: 2025-06-30 Name: Druck- und Verlagshaus Carinthia GstNr.: 454/6 Verlagshaus Carinthia |
| ja    | Datei hochladen | Europagymnasium, Schulgebäude 3, BG I HERIS-ID: 53998 Objekt-ID: 62117                                                 | Völkermarkter Ring 27 Standort KG: Klagenfurt                 | Das 1889 im Neorenaissancestil erbaute Gebäude wurde 1927 um den Nordtrakt erweitert und in den 1990ern renoviert. Im Festsaal mit Empore ist ein Altar aus dem 18. Jahrhundert. | BDA-Hist.: Q1375323 Status: Bescheid Stand der BDA-Liste: 2025-06-30 Name: Europagymnasium, Schulgebäude 3, BG I GstNr.: .994 Europagymnasium Klagenfurt                                                                                              |
| ja    | Datei hochladen | Alte Kelag HERIS-ID: 53997 Objekt-ID: 62116                                                                            | Völkermarkter Ring 29 Standort KG: Klagenfurt                 | | BDA-Hist.: Q38059429 Status: Bescheid Stand der BDA-Liste: 2025-06-30 Name: Alte Kelag GstNr.: .1077 Klagenfurt, Völkermarkter Ring 29 |
| ja    | Datei hochladen | Villa mit Garteneinfassung HERIS-ID: 110757 Objekt-ID: 128478                                                          | Völkermarkter Ring 31 Standort KG: Klagenfurt                 | | BDA-Hist.: Q37820621 Status: Bescheid Stand der BDA-Liste: 2025-06-30 Name: Villa mit Garteneinfassung GstNr.: 470/6 Klagenfurt, Völkermarkter Ring 31                                                                                                |
| ja    | Datei hochladen | Rektoratskirche St. Elisabeth (ehemalige Stadtpfarrkirche St. Lorenzen) HERIS-ID: 53992 Objekt-ID: 62110               | Völkermarkter Straße Standort KG: Klagenfurt                  | Die barocke, 1720–1732 erbaute Kirche mit nüchternem Äußeren und dominierendem Turm an der Südwestecke ist ein längsachsiger Zentralbau über kreuzförmigem Grundriss. Die Seitenaltäre stammen aus der Bauzeit, der wandfüllende flache Hochaltar stammt von 1784. | BDA-Hist.: Q1397503 Status: § 2a Stand der BDA-Liste: 2025-06-30 Name: Stadtpfarrkirche St. Lorenzen GstNr.: .885 Rektoratskirche St. Elisabeth, Klagenfurt                                                                                           |
| ja    | Datei hochladen | Bürgerhaus HERIS-ID: 35717 Objekt-ID: 34515                                                                            | Völkermarkter Straße 10 Standort KG: Klagenfurt               | Das Haus besitzt eine um 1860 entstandene historistische Fassade. Zu beiden Seiten des Eingangs sind steinerne Löwen vom einstigen Völkermarkter Tor aufgestellt. | BDA-Hist.: Q37966777 Status: Bescheid Stand der BDA-Liste: 2025-06-30 Name: Bürgerhaus GstNr.: .918 Klagenfurt, Völkermarkter Straße 10 |
| ja    | Datei hochladen | Elisabethinenkloster mit Spital HERIS-ID: 35718 Objekt-ID: 34516                                                       | Völkermarkter Straße 15, 19 Standort KG: Klagenfurt           | Das östlich an die Pfarrkirche St. Lorenzen anschließende Elisabethinenkloster ist seit 1929 ein öffentliches Spital. Die Apotheke wurde 1792 von Königin Karolina Maria von Neapel dem Kloster gestiftet. Darin befindet sich ein ikonographisch bemerkenswertes Ölbild aus der zweiten Hälfte des 18. Jahrhunderts mit Christus als Apotheker mit sechs Nonnen. | BDA-Hist.: Q37966793 Status: § 2a Stand der BDA-Liste: 2025-06-30 Name: Elisabethinenkloster mit Spital GstNr.: 425/1, 425/2 Klagenfurt, Völkermarkter Straße 15, 19                                                                                  |
| ja    | Datei hochladen | Bürgerhaus HERIS-ID: 35719 Objekt-ID: 34517                                                                            | Völkermarkter Straße 16 Standort KG: Klagenfurt               | Der zweigeschoßige Bau mit einem Kern aus dem 17. Jahrhundert besitzt eine Pilasterfassade aus der Mitte des 18. Jahrhunderts. Die Fußgängerpassage wurde 1949 hinzugefügt. | BDA-Hist.: Q37966832 Status: Bescheid Stand der BDA-Liste: 2025-06-30 Name: Bürgerhaus GstNr.: .916/1 Klagenfurt, Völkermarkter Straße 16 |
| ja    | Datei hochladen | Kreuzberglkirche (Kalvarienbergkirche) und Umfriedung HERIS-ID: 57749 Objekt-ID: 68041                                 | Volkmannweg 1 Standort KG: Klagenfurt                         | Die barocke Kirche hat ein barockes Langhaus, einen eingezogenen Chor mit 3/8-Schluss und ein gedrungenes Turmpaar mit Zwiebelhelmen. Im Altarraum gibt es qualitätsvolle Stuckdekoration. Die Altarblätter, ein Gemälde und das Scheinkuppelfresko stammen von J. F. Fromiller. | BDA-Hist.: Q1788214 Status: § 2a Stand der BDA-Liste: 2025-06-30 Name: Kreuzberglkirche (Kalvarienbergkirche) und Umfriedung GstNr.: .1007, 896/1 Kreuzberglkirche mit Landesgedenkstätte                                                             |
| ja    | Datei hochladen | Kapuzinerkirche hl. Maria HERIS-ID: 60618 Objekt-ID: 72937                                                             | Waaggasse Standort KG: Klagenfurt                             | Die Kirche mit Spitzgiebel an der Südfassade wurde 1646–1649 erbaut und erhielt im 18. Jahrhundert Seitenkapellen und um 1900 einen Dachreiter. Im nüchternen Inneren befinden sich drei Altäre aus der Empirezeit. | BDA-Hist.: Q1728789 Status: § 2a Stand der BDA-Liste: 2025-06-30 Name: Kapuzinerkirche hl. Maria GstNr.: 7/1 Kapuzinerkirche, Klagenfurt |
| ja    | Datei hochladen | Gebäude d. städtischen Bestattung u. d. Überreste u. Mauerteile d. ehem. Bastion HERIS-ID: 53948 Objekt-ID: 62059      | Waagplatz 2 Standort KG: Klagenfurt                           | Das Haus ist ein winkelförmiger Bau vom Ende des 18. Jahrhunderts, dessen Fassade am Südtrakt 1830 im Stil des Biedermeiers sowie am Nordtrakt im Stil der Tudorgotik umgestaltet wurde. An der Ostecke befindet sich das dreigeschoßige Pulvermagazin der Nordost-Bastei der Stadtbefestigung des 16. Jahrhunderts. | BDA-Hist.: Q38059211 Status: Bescheid Stand der BDA-Liste: 2025-06-30 Name: Gebäude d. städtischen Bestattung u. d. Überreste u. Mauerteile d. ehem. Bastion GstNr.: .219, 18, 23, 27/1, 27/2 Klagenfurt, Waagplatz 2                                 |
| ja    | Datei hochladen | Wohn- und Geschäftshaus HERIS-ID: 35722 Objekt-ID: 34520                                                               | Waagplatz 3 Standort KG: Klagenfurt                           | Das Gebäude ist ein typisches Wohn- und Gewerbehaus des zweiten Viertels des 19. Jahrhunderts. Der dreigeschoßige Bau besitzt eine bemerkenswerte südliche Hoffront mit drei über zwei Geschoße reichenden Korbbogen-Pfeiler-Arkaden. | BDA-Hist.: Q37966860 Status: Bescheid Stand der BDA-Liste: 2025-06-30 Name: Wohn- und Geschäftshaus GstNr.: .216/1 Klagenfurt, Waagplatz 3 |
| ja    | Datei hochladen | Hauptbahnhof HERIS-ID: 10769 Objekt-ID: 6832                                                                           | Walther-von-der-Vogelweide-Platz 1, 5 Standort KG: Klagenfurt | Das neoklassizistische Gebäude des Klagenfurter Hauptbahnhofs wurde 1948 errichtet. In der Halle sind Fresken von Giselbert Hoke. Anmerkung: Der Denkmalschutz bezieht sich nicht auf die gesamte Anlage, sondern nur auf das Aufnahmsgebäude | BDA-Hist.: Q106844707 Status: Bescheid Stand der BDA-Liste: 2025-06-30 Name: Hauptbahnhof GstNr.: .1025 Station building of Klagenfurt Hauptbahnhof                                                                                                   |
| ja    | Datei hochladen | Ehem. Ossiacher Hof HERIS-ID: 35726 Objekt-ID: 34524                                                                   | Wiener Gasse 10 Standort KG: Klagenfurt                       | Der Ossiacherhof wurde 1627 erbaut und 1781 vermutlich von Johann Georg Hagenauer neufassadiert. Der zweiseitig freistehender Bau mit aufwendigen Fassaden besitzt im Mittelrisalit eine ionische Pilasterordnung. Über dem Korbbogenportal mit seitlichen Pilastern ist das Wappen des Stiftes Ossiach angebracht. Im ersten Hof befindet sich an der Südwand ein um 1700 entstandener Stuckdekor. Das Gesims wird von Atlanten getragen, das Fruchtgehänge wird von Löwen gehalten. Nord- und westseitig befinden sich Arkaden aus der zweiten Hälfte des 18. Jahrhunderts, die um 1900 verglast wurde. Im zweiten Hof sind auf drei Seiten dreigeschoßige Arkaden aus dem 16. Jahrhundert eingebaut. | BDA-Hist.: Q37966924 Status: Bescheid Stand der BDA-Liste: 2025-06-30 Name: Ehem. Ossiacher Hof GstNr.: .231 Ossiacher Hof, Klagenfurt |
| ja    | Datei hochladen | Löwenhaus HERIS-ID: 35723 Objekt-ID: 34521                                                                             | Wiener Gasse 6 Standort KG: Klagenfurt                        | Das Hallegger Haus, meist Löwenhaus genannt, ist ein schmaler, dreigeschoßiger Bau mit einem Kern aus dem 15. Jahrhundert. Die Fassade wurde in der ersten Hälfte des 18. Jahrhunderts erneuert. Das Korbbogenportal ist mit Stuckkaryatiden versehen. Die Fensterumrahmungen aus Stucklöwen schufen Kilian und Hannibal Pittner. | BDA-Hist.: Q37966876 Status: Bescheid Stand der BDA-Liste: 2025-06-30 Name: Löwenhaus GstNr.: .261 Hallegger Haus, Wiener Gasse 6, Klagenfurt |
| ja    | Datei hochladen | Bürgerhaus HERIS-ID: 35724 Objekt-ID: 34522                                                                            | Wiener Gasse 7 Standort KG: Klagenfurt                        | Der zweigeschoßige Bau mit Kern aus dem späten 16. Jahrhundert wurde im ersten Viertel des 19. Jahrhunderts an der Fassade erneuert. Das Rundbogenportal stammt aus dem frühen 17. Jahrhundert. Die Einfahrtshalle besitzt ein spätgotisches Gratgewölbe mit figürlichen Reliefs an den Schlusssteinen und an den Medaillons. Eine Säule am Aufgang der spätgotischen Stiege ist mit Blattkapitell und Gesicht geschmückt. Im Hof sind süd- und ostseitig Arkaden eingebaut. | BDA-Hist.: Q37966891 Status: Bescheid Stand der BDA-Liste: 2025-06-30 Name: Bürgerhaus GstNr.: .358 Klagenfurt, Wiener Gasse 7 |
| ja    | Datei hochladen | Wohn- und Geschäftshaus HERIS-ID: 58020 Objekt-ID: 68445                                                               | Wiener Gasse 8 Standort KG: Klagenfurt                        | Das spätgotische Stadthaus mit Attikageschoß mit einer historistischen Fassadengliederung mit ionische Pilasterordnung von 1850 ist am Schlussstein des Rustikaportals mit „1603“ und „A S 1723“ bezeichnet. Die Einfahrt ist tonnengewölbt. Nordseitig im Hof befindet sich eine zweigeschoßige barocke Arkadenfront, im Stiegenhaus ein geschmiedetes Gitter des 18. Jahrhunderts. | BDA-Hist.: Q38080003 Status: Bescheid Stand der BDA-Liste: 2025-06-30 Name: Wohn- und Geschäftshaus GstNr.: .260 Klagenfurt, Wiener Gasse 8 |
| ja    | Datei hochladen | Bürgerhaus HERIS-ID: 35725 Objekt-ID: 34523                                                                            | Wiener Gasse 9 Standort KG: Klagenfurt                        | Der dreigeschoßige Bau vom Anfang des 17. Jahrhunderts besitzt eine biedermeierliche Fassade von 1852. Das dreigeschoßige Hinterhaus stammt im Kern aus dem 16. Jahrhundert, der Arkadenhof mit Segmentbogen bzw. Quertonnen auf Marmorpfeilern aus dem 17. Jahrhundert. | BDA-Hist.: Q37966910 Status: Bescheid Stand der BDA-Liste: 2025-06-30 Name: Bürgerhaus GstNr.: .359 Klagenfurt, Wiener Gasse 9 |
| ja    | Datei hochladen | Bürgerhaus Zum goldenen Bären (Bärenlauben) HERIS-ID: 35706 Objekt-ID: 34504                                           | Wiesbadener Straße 3 Standort KG: Klagenfurt                  | Das Haus ist ein dreigeschoßiger Renaissancebau aus dem 17. Jahrhundert und wurde im 18. Jahrhundert erneuert. Das Rundbogenportal an der Nordseite ist mit einem Löwen und einem Greif in den Bogenzwickeln und einer Maske im Scheitel geschmückt. In der Nische über der Archivolte steht eine Heiligenfigur aus dem 18. Jahrhundert. Die südseitige Fassade gegen die Pernhartgasse wurde um 1840 erneuert. Der Innenhof besitzt nordseitig dreigeschoßige Arkaden. | BDA-Hist.: Q37966689 Status: Bescheid Stand der BDA-Liste: 2025-06-30 Name: Bürgerhaus Zum goldenen Bären (Bärenlauben) GstNr.: .425 Wiesbadener Straße 3, Klagenfurt                                                                                 |
| ja    | Datei hochladen | Lendkanal und Lendhafen, Elisabethbrücke, Rizzisteg sowie Steinerne Brücke HERIS-ID: 57730 Objekt-ID: 68018            | Standort KG: Klagenfurt                                       | Der Lendkanal ist eine vier Kilometer lange künstliche Wasserstraße, die vom Wörthersee bis ins Zentrum von Klagenfurt führt. Er wurde in der ersten Hälfte des 16. Jahrhunderts als Wasserzufuhr für den Stadtgraben und als Transportweg für Bau- und Heizmaterial angelegt. Der Lendhafen am Ostende wurde in den 1850er-Jahren errichtet. Heute dient der Lendkanal gemeinsam mit dem angrenzenden Europapark als Naherholungsgebiet. | BDA-Hist.: Q126549239 Status: § 2a Stand der BDA-Liste: 2025-06-30 Name: Lendkanal und Lendhafen, Elisabethbrücke, Rizzisteg sowie Steinerne Brücke GstNr.: 653, 654, 679, 680, 777/4, 845, 846, .1398, .1399, 793, 777/18, 777/122, 777/97 Lendkanal |

## Ehemalige Denkmäler
| Foto |                 | Denkmal                                          | Standort                                  | Beschreibung | Metadaten |
| ---- | --------------- | ------------------------------------------------ | ----------------------------------------- | --- | --- |
| ja   | Datei hochladen | Wohn- und Geschäftshaus Objekt-ID: 68037bis 2016 | Karfreitstraße 16 Standort KG: Klagenfurt | Das ehemalige zweigeschoßige, um einen Hof gruppierte Gebäude aus dem 17. Jahrhundert wurde 1854 von Alois Cargnelutti umgebaut, aufgestockt und neufassadiert. Die spätklassizistische Fassade mit ionischer Riesenpilasterordnung war in der Attikazone mit Edelweißblüten verziert. Im U-förmigen Hoftrakt befand sich ein Getreidelagerraum mit Ziegelgitteröffnungen. 2007 wurde ein Teil des Gebäudes widerrechtlich abgerissen, 2017 der Denkmalschutz aufgehoben. Das Gebäude wurde ab 2019 durch einen Neubau ersetzt. | BDA-Hist.: Q106685996 Status: Bescheid Stand der BDA-Liste: 2016-06-21 Name: Wohn- und Geschäftshaus GstNr.: .485 Klagenfurt, Karfreitstraße 16 |